# Microraptor
Microraptor (il cui nome significa "piccolo raptor") è un genere estinto di piccolo dinosauro teropode paraviano provvisto di quattro ali, vissuto nel Cretaceo inferiore, circa 120 milioni di anni fa (Aptiano), di cui innumerevoli esemplari sono stati ritrovati nella Formazione Jiufotang, nella Provincia di Liaoning, Cina. Il genere contiene tre specie: la specie tipo M. zhaoianus, M. gui e M. hanqingi, anche se alcuni studiosi pensano che le differenze anatomiche tra di esse siano soltanto variazione individuali della specie M. zhaoianus. Il Cryptovolans, inizialmente descritto come un altro dinosauro a quattro ali, è generalmente considerato sinonimo di Microraptor.
Come Archaeopteryx, i fossili ben conservati di Microraptor forniscono importanti testimonianze fossili sul rapporto evolutivo tra uccelli e dinosauri. Il Microraptor possedeva lunghe penne che formavano superfici aerodinamiche non solo sulle braccia e sulla coda, ma anche sulle gambe. Questo ha portato il paleontologo Xu Xing (2003) a descrivere il primo esemplare che conservava questa caratteristica come un "dinosauro a quattro ali" e speculare su come avrebbe potuto planare usando tutte e quattro gli arti per il volo. Studi successivi hanno suggerito che il Microraptor fosse in grado anche di un volo battuto.
Il Microraptor era tra i più abbondanti dinosauri non-aviali del suo ecosistema e il genere è rappresentato da più fossili di qualsiasi altro dromaeosauride conosciuto, con probabilmente più di 300 esemplari fossili rappresentati in varie collezioni museali.

## Descrizione

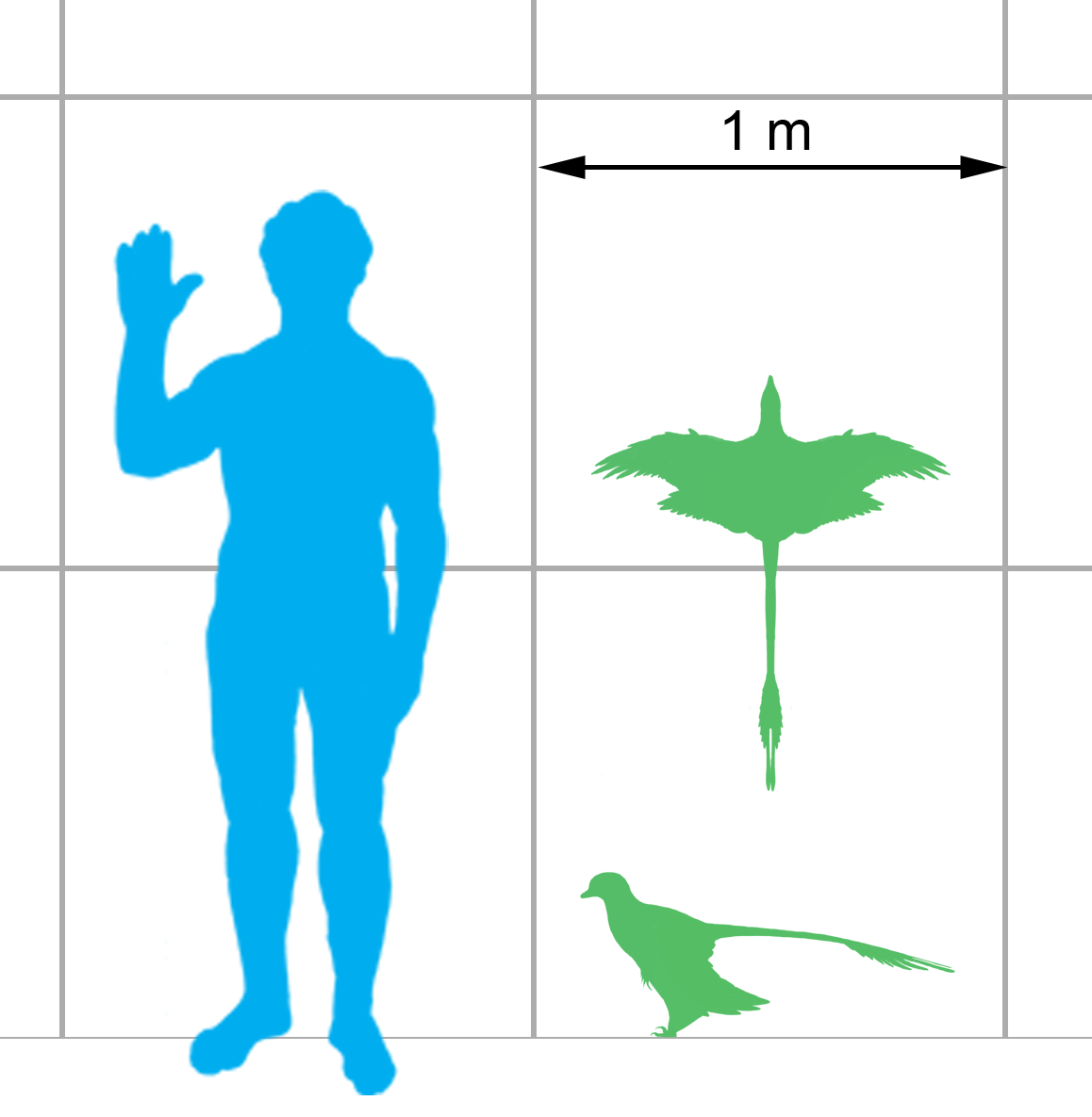
Dimensioni di Microraptor a confronto con un uomo

Con i campioni degli esemplari adulti che vanno da 42 a 83 centimetri (1,38-2,72 piedi) di lunghezza, per un peso stimato fino a 1 kg (2,2 libbre), il Microraptor è uno dei più piccolo dinosauri non-aviari conosciuti. Holtz stimò gli esemplari più grandi a 90 centimetri (3,0 piedi). Una stima ancora maggiore, stimata da Benson et al. (2012) porta il Microraptor ad una lunghezza massima di 1,2 metri (3,9 piedi). Nonostante le sue modeste dimensioni, il Microraptor fu tra i primi dinosauri non-aviali scoperti con impressioni di piume e ali. Sette esemplari della specie M. zhaoianus sono stati descritti in dettaglio, e da essi si sono potuti riscontrare molti dettagli sulle piume dell'animale. Carattere insolito tra gli uccelli primitivi e i dinosauri piumati, il Microraptor è uno dei pochi precursori degli uccelli noto per le lunghe penne da volo presenti sugli arti posteriori. Il corpo di questi animali era abbondantemente ricoperto di piume, con un piccolo ventaglio di piume a forma di diamante alla fine della coda (forse per una maggiore stabilità durante il volo). Xu et al. (2003) ha, inoltre, confrontato le piume più lunghe sulla testa di Microraptor con quelli dell'aquila filippina (Pithecophaga jefferyi). Le bande chiare e scure presenti sulle penne fossilizzate di alcuni esemplari, potrebbero indicare il pattern di colori che l'animale aveva in vita, anche se almeno alcuni individui avevano quasi certamente una colorazione nera iridescente. Diverse caratteristiche anatomiche riscontrate in Microraptor, come ad esempio una combinazione di denti non-seghettati e parzialmente seghettati e ossa degli arti anteriori insolitamente lunghe, sono condivise sia con gli aviani più primitivi sia con i troodontidi più primitivi. Il Microraptor è particolarmente simile al primitivo troodontide Sinovenator; nella loro descrizione del 2002 di due esemplari di M. zhaoianus, Hwang et al. hanno notato che questo non è particolarmente sorprendente, dato che sia Microraptor che Sinovenator sono membri molto primitivi di due gruppi strettamente correlati e entrambi sono vicini alla divisione di deinonychosauria tra dromaeosauridi e troodontidi.

### Colorazione
Nel marzo 2012, il ricercatore Quanguo Li e la sua squadra sono stati in grado di stabilire l'esatto colore dell'animale in vita, sulla base dei nuovi campioni BMNHC e PH881. Analizzando i melanosomi fossili (cellule del pigmento) nei fossili con il microscopio elettronico a scansione, i ricercatori hanno confrontato la loro disposizioni con quelle di alcuni uccelli moderni. Dal confronto si è stabilito che il Microraptor possedesse un piumaggio nero dalla colorazione lucida, un piumaggio che ricorda moltissimo quello della moderna gracula codalunga, e indicando una certa iridescenza. Anche se i ricercatori affermano che la vera funzione della iridescenza è ancora sconosciuta, sembra ragionevole concludere che il Microraptor usasse le sue lucide piume iridescenti come forma di comunicazione o di richiamo sessuale, proprio come nei moderni uccelli che presentano piume iridescenti.

## Classificazione

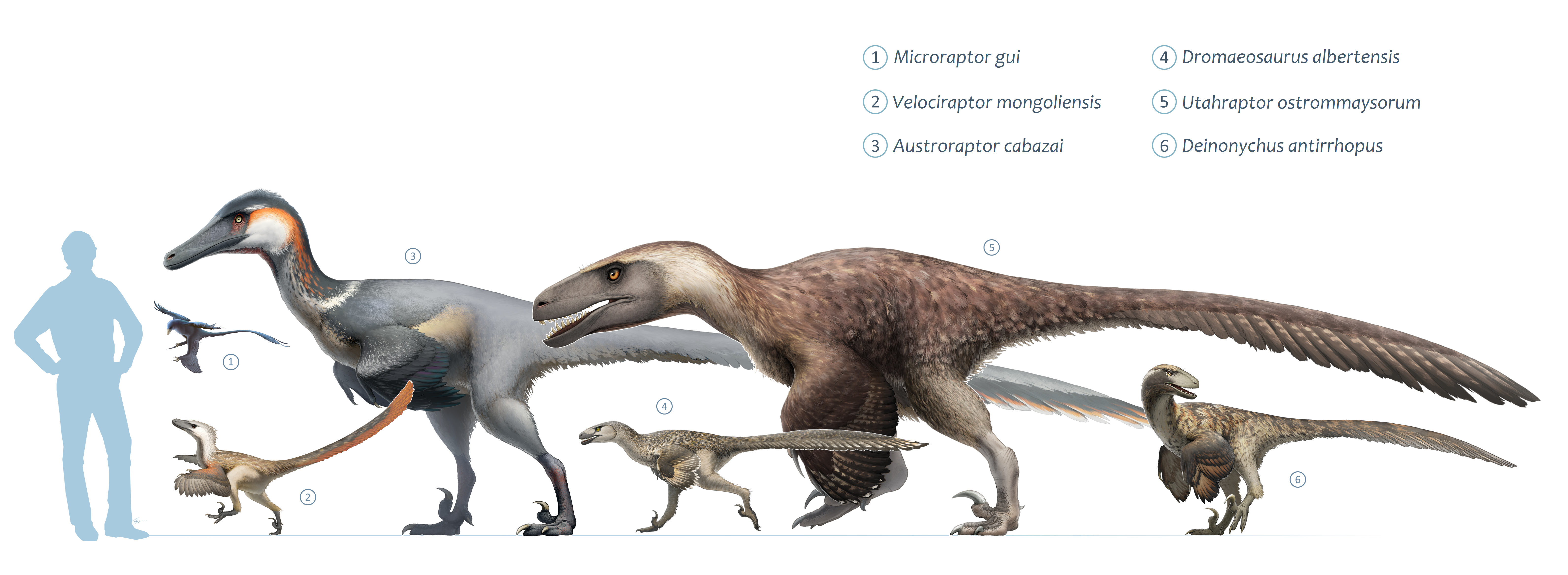
Dimensioni di Microraptor a confronto con altri dromaeosauri

Il seguente cladogramma mostra l'analisi dei paleontologi Phil Senter, James I. Kirkland, Donald D. DeBlieux, Scott Madsen e Natalie Toth (2012), sulla filogenesi di Microraptor:
|  | Saurornitholestinae                                                  |
|  |                                                                      |
|  | \| \| Velociraptorinae \| \| \| \| \| \| Dromaeosaurinae \| \| \| \| |
|  |                                                                      |
|  | Velociraptorinae                                                     |
|  |                                                                      |
|  | Dromaeosaurinae                                                      |
|  |                                                                      |

|  | Velociraptorinae |
|  |                  |
|  | Dromaeosaurinae  |
|  |                  |

|  | Microraptor sp.                                                           |
|  |                                                                           |
|  | \| \| Microraptor gui \| \| \| \| \| \| Microraptor zhaoianus \| \| \| \| |
|  |                                                                           |
|  | Microraptor gui                                                           |
|  |                                                                           |
|  | Microraptor zhaoianus                                                     |
|  |                                                                           |

|  | Microraptor gui       |
|  |                       |
|  | Microraptor zhaoianus |
|  |                       |

|  | Cryptovolans     |
|  |                  |
|  | Graciliraptor    |
|  |                  |
|  | Sinornithosaurus |
|  |                  |

|  | Microraptor sp.                                                           |
|  |                                                                           |
|  | \| \| Microraptor gui \| \| \| \| \| \| Microraptor zhaoianus \| \| \| \| |
|  |                                                                           |
|  | Microraptor gui                                                           |
|  |                                                                           |
|  | Microraptor zhaoianus                                                     |
|  |                                                                           |

|  | Microraptor gui       |
|  |                       |
|  | Microraptor zhaoianus |
|  |                       |

|  | Cryptovolans     |
|  |                  |
|  | Graciliraptor    |
|  |                  |
|  | Sinornithosaurus |
|  |                  |

|  | Microraptor sp.                                                           |
|  |                                                                           |
|  | \| \| Microraptor gui \| \| \| \| \| \| Microraptor zhaoianus \| \| \| \| |
|  |                                                                           |
|  | Microraptor gui                                                           |
|  |                                                                           |
|  | Microraptor zhaoianus                                                     |
|  |                                                                           |

|  | Microraptor gui       |
|  |                       |
|  | Microraptor zhaoianus |
|  |                       |

|  | Cryptovolans     |
|  |                  |
|  | Graciliraptor    |
|  |                  |
|  | Sinornithosaurus |
|  |                  |

|  | Microraptor sp.                                                           |
|  |                                                                           |
|  | \| \| Microraptor gui \| \| \| \| \| \| Microraptor zhaoianus \| \| \| \| |
|  |                                                                           |
|  | Microraptor gui                                                           |
|  |                                                                           |
|  | Microraptor zhaoianus                                                     |
|  |                                                                           |

|  | Microraptor gui       |
|  |                       |
|  | Microraptor zhaoianus |
|  |                       |

|  | Cryptovolans     |
|  |                  |
|  | Graciliraptor    |
|  |                  |
|  | Sinornithosaurus |
|  |                  |

|  | Microraptor sp.                                                           |
|  |                                                                           |
|  | \| \| Microraptor gui \| \| \| \| \| \| Microraptor zhaoianus \| \| \| \| |
|  |                                                                           |
|  | Microraptor gui                                                           |
|  |                                                                           |
|  | Microraptor zhaoianus                                                     |
|  |                                                                           |

|  | Microraptor gui       |
|  |                       |
|  | Microraptor zhaoianus |
|  |                       |

|  | Cryptovolans     |
|  |                  |
|  | Graciliraptor    |
|  |                  |
|  | Sinornithosaurus |
|  |                  |

|  | Microraptor sp.                                                           |
|  |                                                                           |
|  | \| \| Microraptor gui \| \| \| \| \| \| Microraptor zhaoianus \| \| \| \| |
|  |                                                                           |
|  | Microraptor gui                                                           |
|  |                                                                           |
|  | Microraptor zhaoianus                                                     |
|  |                                                                           |

|  | Microraptor gui       |
|  |                       |
|  | Microraptor zhaoianus |
|  |                       |

|  | Cryptovolans     |
|  |                  |
|  | Graciliraptor    |
|  |                  |
|  | Sinornithosaurus |
|  |                  |

|  | Microraptor sp.                                                           |
|  |                                                                           |
|  | \| \| Microraptor gui \| \| \| \| \| \| Microraptor zhaoianus \| \| \| \| |
|  |                                                                           |
|  | Microraptor gui                                                           |
|  |                                                                           |
|  | Microraptor zhaoianus                                                     |
|  |                                                                           |

|  | Microraptor gui       |
|  |                       |
|  | Microraptor zhaoianus |
|  |                       |

|  | Cryptovolans     |
|  |                  |
|  | Graciliraptor    |
|  |                  |
|  | Sinornithosaurus |
|  |                  |

|  | Microraptor sp.                                                           |
|  |                                                                           |
|  | \| \| Microraptor gui \| \| \| \| \| \| Microraptor zhaoianus \| \| \| \| |
|  |                                                                           |
|  | Microraptor gui                                                           |
|  |                                                                           |
|  | Microraptor zhaoianus                                                     |
|  |                                                                           |

|  | Microraptor gui       |
|  |                       |
|  | Microraptor zhaoianus |
|  |                       |

|  | Cryptovolans     |
|  |                  |
|  | Graciliraptor    |
|  |                  |
|  | Sinornithosaurus |
|  |                  |

|  | Saurornitholestinae                                                  |
|  |                                                                      |
|  | \| \| Velociraptorinae \| \| \| \| \| \| Dromaeosaurinae \| \| \| \| |
|  |                                                                      |
|  | Velociraptorinae                                                     |
|  |                                                                      |
|  | Dromaeosaurinae                                                      |
|  |                                                                      |

|  | Velociraptorinae |
|  |                  |
|  | Dromaeosaurinae  |
|  |                  |

|  | Microraptor sp.                                                           |
|  |                                                                           |
|  | \| \| Microraptor gui \| \| \| \| \| \| Microraptor zhaoianus \| \| \| \| |
|  |                                                                           |
|  | Microraptor gui                                                           |
|  |                                                                           |
|  | Microraptor zhaoianus                                                     |
|  |                                                                           |

|  | Microraptor gui       |
|  |                       |
|  | Microraptor zhaoianus |
|  |                       |

|  | Cryptovolans     |
|  |                  |
|  | Graciliraptor    |
|  |                  |
|  | Sinornithosaurus |
|  |                  |

|  | Microraptor sp.                                                           |
|  |                                                                           |
|  | \| \| Microraptor gui \| \| \| \| \| \| Microraptor zhaoianus \| \| \| \| |
|  |                                                                           |
|  | Microraptor gui                                                           |
|  |                                                                           |
|  | Microraptor zhaoianus                                                     |
|  |                                                                           |

|  | Microraptor gui       |
|  |                       |
|  | Microraptor zhaoianus |
|  |                       |

|  | Cryptovolans     |
|  |                  |
|  | Graciliraptor    |
|  |                  |
|  | Sinornithosaurus |
|  |                  |

|  | Microraptor sp.                                                           |
|  |                                                                           |
|  | \| \| Microraptor gui \| \| \| \| \| \| Microraptor zhaoianus \| \| \| \| |
|  |                                                                           |
|  | Microraptor gui                                                           |
|  |                                                                           |
|  | Microraptor zhaoianus                                                     |
|  |                                                                           |

|  | Microraptor gui       |
|  |                       |
|  | Microraptor zhaoianus |
|  |                       |

|  | Cryptovolans     |
|  |                  |
|  | Graciliraptor    |
|  |                  |
|  | Sinornithosaurus |
|  |                  |

|  | Microraptor sp.                                                           |
|  |                                                                           |
|  | \| \| Microraptor gui \| \| \| \| \| \| Microraptor zhaoianus \| \| \| \| |
|  |                                                                           |
|  | Microraptor gui                                                           |
|  |                                                                           |
|  | Microraptor zhaoianus                                                     |
|  |                                                                           |

|  | Microraptor gui       |
|  |                       |
|  | Microraptor zhaoianus |
|  |                       |

|  | Cryptovolans     |
|  |                  |
|  | Graciliraptor    |
|  |                  |
|  | Sinornithosaurus |
|  |                  |

|  | Microraptor sp.                                                           |
|  |                                                                           |
|  | \| \| Microraptor gui \| \| \| \| \| \| Microraptor zhaoianus \| \| \| \| |
|  |                                                                           |
|  | Microraptor gui                                                           |
|  |                                                                           |
|  | Microraptor zhaoianus                                                     |
|  |                                                                           |

|  | Microraptor gui       |
|  |                       |
|  | Microraptor zhaoianus |
|  |                       |

|  | Cryptovolans     |
|  |                  |
|  | Graciliraptor    |
|  |                  |
|  | Sinornithosaurus |
|  |                  |

|  | Microraptor sp.                                                           |
|  |                                                                           |
|  | \| \| Microraptor gui \| \| \| \| \| \| Microraptor zhaoianus \| \| \| \| |
|  |                                                                           |
|  | Microraptor gui                                                           |
|  |                                                                           |
|  | Microraptor zhaoianus                                                     |
|  |                                                                           |

|  | Microraptor gui       |
|  |                       |
|  | Microraptor zhaoianus |
|  |                       |

|  | Cryptovolans     |
|  |                  |
|  | Graciliraptor    |
|  |                  |
|  | Sinornithosaurus |
|  |                  |

|  | Microraptor sp.                                                           |
|  |                                                                           |
|  | \| \| Microraptor gui \| \| \| \| \| \| Microraptor zhaoianus \| \| \| \| |
|  |                                                                           |
|  | Microraptor gui                                                           |
|  |                                                                           |
|  | Microraptor zhaoianus                                                     |
|  |                                                                           |

|  | Microraptor gui       |
|  |                       |
|  | Microraptor zhaoianus |
|  |                       |

|  | Cryptovolans     |
|  |                  |
|  | Graciliraptor    |
|  |                  |
|  | Sinornithosaurus |
|  |                  |

|  | Microraptor sp.                                                           |
|  |                                                                           |
|  | \| \| Microraptor gui \| \| \| \| \| \| Microraptor zhaoianus \| \| \| \| |
|  |                                                                           |
|  | Microraptor gui                                                           |
|  |                                                                           |
|  | Microraptor zhaoianus                                                     |
|  |                                                                           |

|  | Microraptor gui       |
|  |                       |
|  | Microraptor zhaoianus |
|  |                       |

|  | Cryptovolans     |
|  |                  |
|  | Graciliraptor    |
|  |                  |
|  | Sinornithosaurus |
|  |                  |

|  | Saurornitholestinae                                                  |
|  |                                                                      |
|  | \| \| Velociraptorinae \| \| \| \| \| \| Dromaeosaurinae \| \| \| \| |
|  |                                                                      |
|  | Velociraptorinae                                                     |
|  |                                                                      |
|  | Dromaeosaurinae                                                      |
|  |                                                                      |

|  | Velociraptorinae |
|  |                  |
|  | Dromaeosaurinae  |
|  |                  |

|  | Microraptor sp.                                                           |
|  |                                                                           |
|  | \| \| Microraptor gui \| \| \| \| \| \| Microraptor zhaoianus \| \| \| \| |
|  |                                                                           |
|  | Microraptor gui                                                           |
|  |                                                                           |
|  | Microraptor zhaoianus                                                     |
|  |                                                                           |

|  | Microraptor gui       |
|  |                       |
|  | Microraptor zhaoianus |
|  |                       |

|  | Cryptovolans     |
|  |                  |
|  | Graciliraptor    |
|  |                  |
|  | Sinornithosaurus |
|  |                  |

|  | Microraptor sp.                                                           |
|  |                                                                           |
|  | \| \| Microraptor gui \| \| \| \| \| \| Microraptor zhaoianus \| \| \| \| |
|  |                                                                           |
|  | Microraptor gui                                                           |
|  |                                                                           |
|  | Microraptor zhaoianus                                                     |
|  |                                                                           |

|  | Microraptor gui       |
|  |                       |
|  | Microraptor zhaoianus |
|  |                       |

|  | Cryptovolans     |
|  |                  |
|  | Graciliraptor    |
|  |                  |
|  | Sinornithosaurus |
|  |                  |

|  | Microraptor sp.                                                           |
|  |                                                                           |
|  | \| \| Microraptor gui \| \| \| \| \| \| Microraptor zhaoianus \| \| \| \| |
|  |                                                                           |
|  | Microraptor gui                                                           |
|  |                                                                           |
|  | Microraptor zhaoianus                                                     |
|  |                                                                           |

|  | Microraptor gui       |
|  |                       |
|  | Microraptor zhaoianus |
|  |                       |

|  | Cryptovolans     |
|  |                  |
|  | Graciliraptor    |
|  |                  |
|  | Sinornithosaurus |
|  |                  |

|  | Microraptor sp.                                                           |
|  |                                                                           |
|  | \| \| Microraptor gui \| \| \| \| \| \| Microraptor zhaoianus \| \| \| \| |
|  |                                                                           |
|  | Microraptor gui                                                           |
|  |                                                                           |
|  | Microraptor zhaoianus                                                     |
|  |                                                                           |

|  | Microraptor gui       |
|  |                       |
|  | Microraptor zhaoianus |
|  |                       |

|  | Cryptovolans     |
|  |                  |
|  | Graciliraptor    |
|  |                  |
|  | Sinornithosaurus |
|  |                  |

|  | Microraptor sp.                                                           |
|  |                                                                           |
|  | \| \| Microraptor gui \| \| \| \| \| \| Microraptor zhaoianus \| \| \| \| |
|  |                                                                           |
|  | Microraptor gui                                                           |
|  |                                                                           |
|  | Microraptor zhaoianus                                                     |
|  |                                                                           |

|  | Microraptor gui       |
|  |                       |
|  | Microraptor zhaoianus |
|  |                       |

|  | Cryptovolans     |
|  |                  |
|  | Graciliraptor    |
|  |                  |
|  | Sinornithosaurus |
|  |                  |

|  | Microraptor sp.                                                           |
|  |                                                                           |
|  | \| \| Microraptor gui \| \| \| \| \| \| Microraptor zhaoianus \| \| \| \| |
|  |                                                                           |
|  | Microraptor gui                                                           |
|  |                                                                           |
|  | Microraptor zhaoianus                                                     |
|  |                                                                           |

|  | Microraptor gui       |
|  |                       |
|  | Microraptor zhaoianus |
|  |                       |

|  | Cryptovolans     |
|  |                  |
|  | Graciliraptor    |
|  |                  |
|  | Sinornithosaurus |
|  |                  |

|  | Microraptor sp.                                                           |
|  |                                                                           |
|  | \| \| Microraptor gui \| \| \| \| \| \| Microraptor zhaoianus \| \| \| \| |
|  |                                                                           |
|  | Microraptor gui                                                           |
|  |                                                                           |
|  | Microraptor zhaoianus                                                     |
|  |                                                                           |

|  | Microraptor gui       |
|  |                       |
|  | Microraptor zhaoianus |
|  |                       |

|  | Cryptovolans     |
|  |                  |
|  | Graciliraptor    |
|  |                  |
|  | Sinornithosaurus |
|  |                  |

|  | Microraptor sp.                                                           |
|  |                                                                           |
|  | \| \| Microraptor gui \| \| \| \| \| \| Microraptor zhaoianus \| \| \| \| |
|  |                                                                           |
|  | Microraptor gui                                                           |
|  |                                                                           |
|  | Microraptor zhaoianus                                                     |
|  |                                                                           |

|  | Microraptor gui       |
|  |                       |
|  | Microraptor zhaoianus |
|  |                       |

|  | Cryptovolans     |
|  |                  |
|  | Graciliraptor    |
|  |                  |
|  | Sinornithosaurus |
|  |                  |

|  | Saurornitholestinae                                                  |
|  |                                                                      |
|  | \| \| Velociraptorinae \| \| \| \| \| \| Dromaeosaurinae \| \| \| \| |
|  |                                                                      |
|  | Velociraptorinae                                                     |
|  |                                                                      |
|  | Dromaeosaurinae                                                      |
|  |                                                                      |

|  | Velociraptorinae |
|  |                  |
|  | Dromaeosaurinae  |
|  |                  |

|  | Microraptor sp.                                                           |
|  |                                                                           |
|  | \| \| Microraptor gui \| \| \| \| \| \| Microraptor zhaoianus \| \| \| \| |
|  |                                                                           |
|  | Microraptor gui                                                           |
|  |                                                                           |
|  | Microraptor zhaoianus                                                     |
|  |                                                                           |

|  | Microraptor gui       |
|  |                       |
|  | Microraptor zhaoianus |
|  |                       |

|  | Cryptovolans     |
|  |                  |
|  | Graciliraptor    |
|  |                  |
|  | Sinornithosaurus |
|  |                  |

|  | Microraptor sp.                                                           |
|  |                                                                           |
|  | \| \| Microraptor gui \| \| \| \| \| \| Microraptor zhaoianus \| \| \| \| |
|  |                                                                           |
|  | Microraptor gui                                                           |
|  |                                                                           |
|  | Microraptor zhaoianus                                                     |
|  |                                                                           |

|  | Microraptor gui       |
|  |                       |
|  | Microraptor zhaoianus |
|  |                       |

|  | Cryptovolans     |
|  |                  |
|  | Graciliraptor    |
|  |                  |
|  | Sinornithosaurus |
|  |                  |

|  | Microraptor sp.                                                           |
|  |                                                                           |
|  | \| \| Microraptor gui \| \| \| \| \| \| Microraptor zhaoianus \| \| \| \| |
|  |                                                                           |
|  | Microraptor gui                                                           |
|  |                                                                           |
|  | Microraptor zhaoianus                                                     |
|  |                                                                           |

|  | Microraptor gui       |
|  |                       |
|  | Microraptor zhaoianus |
|  |                       |

|  | Cryptovolans     |
|  |                  |
|  | Graciliraptor    |
|  |                  |
|  | Sinornithosaurus |
|  |                  |

|  | Microraptor sp.                                                           |
|  |                                                                           |
|  | \| \| Microraptor gui \| \| \| \| \| \| Microraptor zhaoianus \| \| \| \| |
|  |                                                                           |
|  | Microraptor gui                                                           |
|  |                                                                           |
|  | Microraptor zhaoianus                                                     |
|  |                                                                           |

|  | Microraptor gui       |
|  |                       |
|  | Microraptor zhaoianus |
|  |                       |

|  | Cryptovolans     |
|  |                  |
|  | Graciliraptor    |
|  |                  |
|  | Sinornithosaurus |
|  |                  |

|  | Microraptor sp.                                                           |
|  |                                                                           |
|  | \| \| Microraptor gui \| \| \| \| \| \| Microraptor zhaoianus \| \| \| \| |
|  |                                                                           |
|  | Microraptor gui                                                           |
|  |                                                                           |
|  | Microraptor zhaoianus                                                     |
|  |                                                                           |

|  | Microraptor gui       |
|  |                       |
|  | Microraptor zhaoianus |
|  |                       |

|  | Cryptovolans     |
|  |                  |
|  | Graciliraptor    |
|  |                  |
|  | Sinornithosaurus |
|  |                  |

|  | Microraptor sp.                                                           |
|  |                                                                           |
|  | \| \| Microraptor gui \| \| \| \| \| \| Microraptor zhaoianus \| \| \| \| |
|  |                                                                           |
|  | Microraptor gui                                                           |
|  |                                                                           |
|  | Microraptor zhaoianus                                                     |
|  |                                                                           |

|  | Microraptor gui       |
|  |                       |
|  | Microraptor zhaoianus |
|  |                       |

|  | Cryptovolans     |
|  |                  |
|  | Graciliraptor    |
|  |                  |
|  | Sinornithosaurus |
|  |                  |

|  | Microraptor sp.                                                           |
|  |                                                                           |
|  | \| \| Microraptor gui \| \| \| \| \| \| Microraptor zhaoianus \| \| \| \| |
|  |                                                                           |
|  | Microraptor gui                                                           |
|  |                                                                           |
|  | Microraptor zhaoianus                                                     |
|  |                                                                           |

|  | Microraptor gui       |
|  |                       |
|  | Microraptor zhaoianus |
|  |                       |

|  | Cryptovolans     |
|  |                  |
|  | Graciliraptor    |
|  |                  |
|  | Sinornithosaurus |
|  |                  |

|  | Microraptor sp.                                                           |
|  |                                                                           |
|  | \| \| Microraptor gui \| \| \| \| \| \| Microraptor zhaoianus \| \| \| \| |
|  |                                                                           |
|  | Microraptor gui                                                           |
|  |                                                                           |
|  | Microraptor zhaoianus                                                     |
|  |                                                                           |

|  | Microraptor gui       |
|  |                       |
|  | Microraptor zhaoianus |
|  |                       |

|  | Cryptovolans     |
|  |                  |
|  | Graciliraptor    |
|  |                  |
|  | Sinornithosaurus |
|  |                  |

|  | Saurornitholestinae                                                  |
|  |                                                                      |
|  | \| \| Velociraptorinae \| \| \| \| \| \| Dromaeosaurinae \| \| \| \| |
|  |                                                                      |
|  | Velociraptorinae                                                     |
|  |                                                                      |
|  | Dromaeosaurinae                                                      |
|  |                                                                      |

|  | Velociraptorinae |
|  |                  |
|  | Dromaeosaurinae  |
|  |                  |

|  | Microraptor sp.                                                           |
|  |                                                                           |
|  | \| \| Microraptor gui \| \| \| \| \| \| Microraptor zhaoianus \| \| \| \| |
|  |                                                                           |
|  | Microraptor gui                                                           |
|  |                                                                           |
|  | Microraptor zhaoianus                                                     |
|  |                                                                           |

|  | Microraptor gui       |
|  |                       |
|  | Microraptor zhaoianus |
|  |                       |

|  | Cryptovolans     |
|  |                  |
|  | Graciliraptor    |
|  |                  |
|  | Sinornithosaurus |
|  |                  |

|  | Microraptor sp.                                                           |
|  |                                                                           |
|  | \| \| Microraptor gui \| \| \| \| \| \| Microraptor zhaoianus \| \| \| \| |
|  |                                                                           |
|  | Microraptor gui                                                           |
|  |                                                                           |
|  | Microraptor zhaoianus                                                     |
|  |                                                                           |

|  | Microraptor gui       |
|  |                       |
|  | Microraptor zhaoianus |
|  |                       |

|  | Cryptovolans     |
|  |                  |
|  | Graciliraptor    |
|  |                  |
|  | Sinornithosaurus |
|  |                  |

|  | Microraptor sp.                                                           |
|  |                                                                           |
|  | \| \| Microraptor gui \| \| \| \| \| \| Microraptor zhaoianus \| \| \| \| |
|  |                                                                           |
|  | Microraptor gui                                                           |
|  |                                                                           |
|  | Microraptor zhaoianus                                                     |
|  |                                                                           |

|  | Microraptor gui       |
|  |                       |
|  | Microraptor zhaoianus |
|  |                       |

|  | Cryptovolans     |
|  |                  |
|  | Graciliraptor    |
|  |                  |
|  | Sinornithosaurus |
|  |                  |

|  | Microraptor sp.                                                           |
|  |                                                                           |
|  | \| \| Microraptor gui \| \| \| \| \| \| Microraptor zhaoianus \| \| \| \| |
|  |                                                                           |
|  | Microraptor gui                                                           |
|  |                                                                           |
|  | Microraptor zhaoianus                                                     |
|  |                                                                           |

|  | Microraptor gui       |
|  |                       |
|  | Microraptor zhaoianus |
|  |                       |

|  | Cryptovolans     |
|  |                  |
|  | Graciliraptor    |
|  |                  |
|  | Sinornithosaurus |
|  |                  |

|  | Microraptor sp.                                                           |
|  |                                                                           |
|  | \| \| Microraptor gui \| \| \| \| \| \| Microraptor zhaoianus \| \| \| \| |
|  |                                                                           |
|  | Microraptor gui                                                           |
|  |                                                                           |
|  | Microraptor zhaoianus                                                     |
|  |                                                                           |

|  | Microraptor gui       |
|  |                       |
|  | Microraptor zhaoianus |
|  |                       |

|  | Cryptovolans     |
|  |                  |
|  | Graciliraptor    |
|  |                  |
|  | Sinornithosaurus |
|  |                  |

|  | Microraptor sp.                                                           |
|  |                                                                           |
|  | \| \| Microraptor gui \| \| \| \| \| \| Microraptor zhaoianus \| \| \| \| |
|  |                                                                           |
|  | Microraptor gui                                                           |
|  |                                                                           |
|  | Microraptor zhaoianus                                                     |
|  |                                                                           |

|  | Microraptor gui       |
|  |                       |
|  | Microraptor zhaoianus |
|  |                       |

|  | Cryptovolans     |
|  |                  |
|  | Graciliraptor    |
|  |                  |
|  | Sinornithosaurus |
|  |                  |

|  | Microraptor sp.                                                           |
|  |                                                                           |
|  | \| \| Microraptor gui \| \| \| \| \| \| Microraptor zhaoianus \| \| \| \| |
|  |                                                                           |
|  | Microraptor gui                                                           |
|  |                                                                           |
|  | Microraptor zhaoianus                                                     |
|  |                                                                           |

|  | Microraptor gui       |
|  |                       |
|  | Microraptor zhaoianus |
|  |                       |

|  | Cryptovolans     |
|  |                  |
|  | Graciliraptor    |
|  |                  |
|  | Sinornithosaurus |
|  |                  |

|  | Microraptor sp.                                                           |
|  |                                                                           |
|  | \| \| Microraptor gui \| \| \| \| \| \| Microraptor zhaoianus \| \| \| \| |
|  |                                                                           |
|  | Microraptor gui                                                           |
|  |                                                                           |
|  | Microraptor zhaoianus                                                     |
|  |                                                                           |

|  | Microraptor gui       |
|  |                       |
|  | Microraptor zhaoianus |
|  |                       |

|  | Cryptovolans     |
|  |                  |
|  | Graciliraptor    |
|  |                  |
|  | Sinornithosaurus |
|  |                  |

|  | Saurornitholestinae                                                  |
|  |                                                                      |
|  | \| \| Velociraptorinae \| \| \| \| \| \| Dromaeosaurinae \| \| \| \| |
|  |                                                                      |
|  | Velociraptorinae                                                     |
|  |                                                                      |
|  | Dromaeosaurinae                                                      |
|  |                                                                      |

|  | Velociraptorinae |
|  |                  |
|  | Dromaeosaurinae  |
|  |                  |

|  | Microraptor sp.                                                           |
|  |                                                                           |
|  | \| \| Microraptor gui \| \| \| \| \| \| Microraptor zhaoianus \| \| \| \| |
|  |                                                                           |
|  | Microraptor gui                                                           |
|  |                                                                           |
|  | Microraptor zhaoianus                                                     |
|  |                                                                           |

|  | Microraptor gui       |
|  |                       |
|  | Microraptor zhaoianus |
|  |                       |

|  | Cryptovolans     |
|  |                  |
|  | Graciliraptor    |
|  |                  |
|  | Sinornithosaurus |
|  |                  |

|  | Microraptor sp.                                                           |
|  |                                                                           |
|  | \| \| Microraptor gui \| \| \| \| \| \| Microraptor zhaoianus \| \| \| \| |
|  |                                                                           |
|  | Microraptor gui                                                           |
|  |                                                                           |
|  | Microraptor zhaoianus                                                     |
|  |                                                                           |

|  | Microraptor gui       |
|  |                       |
|  | Microraptor zhaoianus |
|  |                       |

|  | Cryptovolans     |
|  |                  |
|  | Graciliraptor    |
|  |                  |
|  | Sinornithosaurus |
|  |                  |

|  | Microraptor sp.                                                           |
|  |                                                                           |
|  | \| \| Microraptor gui \| \| \| \| \| \| Microraptor zhaoianus \| \| \| \| |
|  |                                                                           |
|  | Microraptor gui                                                           |
|  |                                                                           |
|  | Microraptor zhaoianus                                                     |
|  |                                                                           |

|  | Microraptor gui       |
|  |                       |
|  | Microraptor zhaoianus |
|  |                       |

|  | Cryptovolans     |
|  |                  |
|  | Graciliraptor    |
|  |                  |
|  | Sinornithosaurus |
|  |                  |

|  | Microraptor sp.                                                           |
|  |                                                                           |
|  | \| \| Microraptor gui \| \| \| \| \| \| Microraptor zhaoianus \| \| \| \| |
|  |                                                                           |
|  | Microraptor gui                                                           |
|  |                                                                           |
|  | Microraptor zhaoianus                                                     |
|  |                                                                           |

|  | Microraptor gui       |
|  |                       |
|  | Microraptor zhaoianus |
|  |                       |

|  | Cryptovolans     |
|  |                  |
|  | Graciliraptor    |
|  |                  |
|  | Sinornithosaurus |
|  |                  |

|  | Microraptor sp.                                                           |
|  |                                                                           |
|  | \| \| Microraptor gui \| \| \| \| \| \| Microraptor zhaoianus \| \| \| \| |
|  |                                                                           |
|  | Microraptor gui                                                           |
|  |                                                                           |
|  | Microraptor zhaoianus                                                     |
|  |                                                                           |

|  | Microraptor gui       |
|  |                       |
|  | Microraptor zhaoianus |
|  |                       |

|  | Cryptovolans     |
|  |                  |
|  | Graciliraptor    |
|  |                  |
|  | Sinornithosaurus |
|  |                  |

|  | Microraptor sp.                                                           |
|  |                                                                           |
|  | \| \| Microraptor gui \| \| \| \| \| \| Microraptor zhaoianus \| \| \| \| |
|  |                                                                           |
|  | Microraptor gui                                                           |
|  |                                                                           |
|  | Microraptor zhaoianus                                                     |
|  |                                                                           |

|  | Microraptor gui       |
|  |                       |
|  | Microraptor zhaoianus |
|  |                       |

|  | Cryptovolans     |
|  |                  |
|  | Graciliraptor    |
|  |                  |
|  | Sinornithosaurus |
|  |                  |

|  | Microraptor sp.                                                           |
|  |                                                                           |
|  | \| \| Microraptor gui \| \| \| \| \| \| Microraptor zhaoianus \| \| \| \| |
|  |                                                                           |
|  | Microraptor gui                                                           |
|  |                                                                           |
|  | Microraptor zhaoianus                                                     |
|  |                                                                           |

|  | Microraptor gui       |
|  |                       |
|  | Microraptor zhaoianus |
|  |                       |

|  | Cryptovolans     |
|  |                  |
|  | Graciliraptor    |
|  |                  |
|  | Sinornithosaurus |
|  |                  |

|  | Microraptor sp.                                                           |
|  |                                                                           |
|  | \| \| Microraptor gui \| \| \| \| \| \| Microraptor zhaoianus \| \| \| \| |
|  |                                                                           |
|  | Microraptor gui                                                           |
|  |                                                                           |
|  | Microraptor zhaoianus                                                     |
|  |                                                                           |

|  | Microraptor gui       |
|  |                       |
|  | Microraptor zhaoianus |
|  |                       |

|  | Cryptovolans     |
|  |                  |
|  | Graciliraptor    |
|  |                  |
|  | Sinornithosaurus |
|  |                  |

|  | Saurornitholestinae                                                  |
|  |                                                                      |
|  | \| \| Velociraptorinae \| \| \| \| \| \| Dromaeosaurinae \| \| \| \| |
|  |                                                                      |
|  | Velociraptorinae                                                     |
|  |                                                                      |
|  | Dromaeosaurinae                                                      |
|  |                                                                      |

|  | Velociraptorinae |
|  |                  |
|  | Dromaeosaurinae  |
|  |                  |

|  | Microraptor sp.                                                           |
|  |                                                                           |
|  | \| \| Microraptor gui \| \| \| \| \| \| Microraptor zhaoianus \| \| \| \| |
|  |                                                                           |
|  | Microraptor gui                                                           |
|  |                                                                           |
|  | Microraptor zhaoianus                                                     |
|  |                                                                           |

|  | Microraptor gui       |
|  |                       |
|  | Microraptor zhaoianus |
|  |                       |

|  | Cryptovolans     |
|  |                  |
|  | Graciliraptor    |
|  |                  |
|  | Sinornithosaurus |
|  |                  |

|  | Microraptor sp.                                                           |
|  |                                                                           |
|  | \| \| Microraptor gui \| \| \| \| \| \| Microraptor zhaoianus \| \| \| \| |
|  |                                                                           |
|  | Microraptor gui                                                           |
|  |                                                                           |
|  | Microraptor zhaoianus                                                     |
|  |                                                                           |

|  | Microraptor gui       |
|  |                       |
|  | Microraptor zhaoianus |
|  |                       |

|  | Cryptovolans     |
|  |                  |
|  | Graciliraptor    |
|  |                  |
|  | Sinornithosaurus |
|  |                  |

|  | Microraptor sp.                                                           |
|  |                                                                           |
|  | \| \| Microraptor gui \| \| \| \| \| \| Microraptor zhaoianus \| \| \| \| |
|  |                                                                           |
|  | Microraptor gui                                                           |
|  |                                                                           |
|  | Microraptor zhaoianus                                                     |
|  |                                                                           |

|  | Microraptor gui       |
|  |                       |
|  | Microraptor zhaoianus |
|  |                       |

|  | Cryptovolans     |
|  |                  |
|  | Graciliraptor    |
|  |                  |
|  | Sinornithosaurus |
|  |                  |

|  | Microraptor sp.                                                           |
|  |                                                                           |
|  | \| \| Microraptor gui \| \| \| \| \| \| Microraptor zhaoianus \| \| \| \| |
|  |                                                                           |
|  | Microraptor gui                                                           |
|  |                                                                           |
|  | Microraptor zhaoianus                                                     |
|  |                                                                           |

|  | Microraptor gui       |
|  |                       |
|  | Microraptor zhaoianus |
|  |                       |

|  | Cryptovolans     |
|  |                  |
|  | Graciliraptor    |
|  |                  |
|  | Sinornithosaurus |
|  |                  |

|  | Microraptor sp.                                                           |
|  |                                                                           |
|  | \| \| Microraptor gui \| \| \| \| \| \| Microraptor zhaoianus \| \| \| \| |
|  |                                                                           |
|  | Microraptor gui                                                           |
|  |                                                                           |
|  | Microraptor zhaoianus                                                     |
|  |                                                                           |

|  | Microraptor gui       |
|  |                       |
|  | Microraptor zhaoianus |
|  |                       |

|  | Cryptovolans     |
|  |                  |
|  | Graciliraptor    |
|  |                  |
|  | Sinornithosaurus |
|  |                  |

|  | Microraptor sp.                                                           |
|  |                                                                           |
|  | \| \| Microraptor gui \| \| \| \| \| \| Microraptor zhaoianus \| \| \| \| |
|  |                                                                           |
|  | Microraptor gui                                                           |
|  |                                                                           |
|  | Microraptor zhaoianus                                                     |
|  |                                                                           |

|  | Microraptor gui       |
|  |                       |
|  | Microraptor zhaoianus |
|  |                       |

|  | Cryptovolans     |
|  |                  |
|  | Graciliraptor    |
|  |                  |
|  | Sinornithosaurus |
|  |                  |

|  | Microraptor sp.                                                           |
|  |                                                                           |
|  | \| \| Microraptor gui \| \| \| \| \| \| Microraptor zhaoianus \| \| \| \| |
|  |                                                                           |
|  | Microraptor gui                                                           |
|  |                                                                           |
|  | Microraptor zhaoianus                                                     |
|  |                                                                           |

|  | Microraptor gui       |
|  |                       |
|  | Microraptor zhaoianus |
|  |                       |

|  | Cryptovolans     |
|  |                  |
|  | Graciliraptor    |
|  |                  |
|  | Sinornithosaurus |
|  |                  |

|  | Microraptor sp.                                                           |
|  |                                                                           |
|  | \| \| Microraptor gui \| \| \| \| \| \| Microraptor zhaoianus \| \| \| \| |
|  |                                                                           |
|  | Microraptor gui                                                           |
|  |                                                                           |
|  | Microraptor zhaoianus                                                     |
|  |                                                                           |

|  | Microraptor gui       |
|  |                       |
|  | Microraptor zhaoianus |
|  |                       |

|  | Cryptovolans     |
|  |                  |
|  | Graciliraptor    |
|  |                  |
|  | Sinornithosaurus |
|  |                  |

|  | Saurornitholestinae                                                  |
|  |                                                                      |
|  | \| \| Velociraptorinae \| \| \| \| \| \| Dromaeosaurinae \| \| \| \| |
|  |                                                                      |
|  | Velociraptorinae                                                     |
|  |                                                                      |
|  | Dromaeosaurinae                                                      |
|  |                                                                      |

|  | Velociraptorinae |
|  |                  |
|  | Dromaeosaurinae  |
|  |                  |

|  | Microraptor sp.                                                           |
|  |                                                                           |
|  | \| \| Microraptor gui \| \| \| \| \| \| Microraptor zhaoianus \| \| \| \| |
|  |                                                                           |
|  | Microraptor gui                                                           |
|  |                                                                           |
|  | Microraptor zhaoianus                                                     |
|  |                                                                           |

|  | Microraptor gui       |
|  |                       |
|  | Microraptor zhaoianus |
|  |                       |

|  | Cryptovolans     |
|  |                  |
|  | Graciliraptor    |
|  |                  |
|  | Sinornithosaurus |
|  |                  |

|  | Microraptor sp.                                                           |
|  |                                                                           |
|  | \| \| Microraptor gui \| \| \| \| \| \| Microraptor zhaoianus \| \| \| \| |
|  |                                                                           |
|  | Microraptor gui                                                           |
|  |                                                                           |
|  | Microraptor zhaoianus                                                     |
|  |                                                                           |

|  | Microraptor gui       |
|  |                       |
|  | Microraptor zhaoianus |
|  |                       |

|  | Cryptovolans     |
|  |                  |
|  | Graciliraptor    |
|  |                  |
|  | Sinornithosaurus |
|  |                  |

|  | Microraptor sp.                                                           |
|  |                                                                           |
|  | \| \| Microraptor gui \| \| \| \| \| \| Microraptor zhaoianus \| \| \| \| |
|  |                                                                           |
|  | Microraptor gui                                                           |
|  |                                                                           |
|  | Microraptor zhaoianus                                                     |
|  |                                                                           |

|  | Microraptor gui       |
|  |                       |
|  | Microraptor zhaoianus |
|  |                       |

|  | Cryptovolans     |
|  |                  |
|  | Graciliraptor    |
|  |                  |
|  | Sinornithosaurus |
|  |                  |

|  | Microraptor sp.                                                           |
|  |                                                                           |
|  | \| \| Microraptor gui \| \| \| \| \| \| Microraptor zhaoianus \| \| \| \| |
|  |                                                                           |
|  | Microraptor gui                                                           |
|  |                                                                           |
|  | Microraptor zhaoianus                                                     |
|  |                                                                           |

|  | Microraptor gui       |
|  |                       |
|  | Microraptor zhaoianus |
|  |                       |

|  | Cryptovolans     |
|  |                  |
|  | Graciliraptor    |
|  |                  |
|  | Sinornithosaurus |
|  |                  |

|  | Microraptor sp.                                                           |
|  |                                                                           |
|  | \| \| Microraptor gui \| \| \| \| \| \| Microraptor zhaoianus \| \| \| \| |
|  |                                                                           |
|  | Microraptor gui                                                           |
|  |                                                                           |
|  | Microraptor zhaoianus                                                     |
|  |                                                                           |

|  | Microraptor gui       |
|  |                       |
|  | Microraptor zhaoianus |
|  |                       |

|  | Cryptovolans     |
|  |                  |
|  | Graciliraptor    |
|  |                  |
|  | Sinornithosaurus |
|  |                  |

|  | Microraptor sp.                                                           |
|  |                                                                           |
|  | \| \| Microraptor gui \| \| \| \| \| \| Microraptor zhaoianus \| \| \| \| |
|  |                                                                           |
|  | Microraptor gui                                                           |
|  |                                                                           |
|  | Microraptor zhaoianus                                                     |
|  |                                                                           |

|  | Microraptor gui       |
|  |                       |
|  | Microraptor zhaoianus |
|  |                       |

|  | Cryptovolans     |
|  |                  |
|  | Graciliraptor    |
|  |                  |
|  | Sinornithosaurus |
|  |                  |

|  | Microraptor sp.                                                           |
|  |                                                                           |
|  | \| \| Microraptor gui \| \| \| \| \| \| Microraptor zhaoianus \| \| \| \| |
|  |                                                                           |
|  | Microraptor gui                                                           |
|  |                                                                           |
|  | Microraptor zhaoianus                                                     |
|  |                                                                           |

|  | Microraptor gui       |
|  |                       |
|  | Microraptor zhaoianus |
|  |                       |

|  | Cryptovolans     |
|  |                  |
|  | Graciliraptor    |
|  |                  |
|  | Sinornithosaurus |
|  |                  |

|  | Microraptor sp.                                                           |
|  |                                                                           |
|  | \| \| Microraptor gui \| \| \| \| \| \| Microraptor zhaoianus \| \| \| \| |
|  |                                                                           |
|  | Microraptor gui                                                           |
|  |                                                                           |
|  | Microraptor zhaoianus                                                     |
|  |                                                                           |

|  | Microraptor gui       |
|  |                       |
|  | Microraptor zhaoianus |
|  |                       |

|  | Cryptovolans     |
|  |                  |
|  | Graciliraptor    |
|  |                  |
|  | Sinornithosaurus |
|  |                  |

|  | Saurornitholestinae                                                  |
|  |                                                                      |
|  | \| \| Velociraptorinae \| \| \| \| \| \| Dromaeosaurinae \| \| \| \| |
|  |                                                                      |
|  | Velociraptorinae                                                     |
|  |                                                                      |
|  | Dromaeosaurinae                                                      |
|  |                                                                      |

|  | Velociraptorinae |
|  |                  |
|  | Dromaeosaurinae  |
|  |                  |

|  | Microraptor sp.                                                           |
|  |                                                                           |
|  | \| \| Microraptor gui \| \| \| \| \| \| Microraptor zhaoianus \| \| \| \| |
|  |                                                                           |
|  | Microraptor gui                                                           |
|  |                                                                           |
|  | Microraptor zhaoianus                                                     |
|  |                                                                           |

|  | Microraptor gui       |
|  |                       |
|  | Microraptor zhaoianus |
|  |                       |

|  | Cryptovolans     |
|  |                  |
|  | Graciliraptor    |
|  |                  |
|  | Sinornithosaurus |
|  |                  |

|  | Microraptor sp.                                                           |
|  |                                                                           |
|  | \| \| Microraptor gui \| \| \| \| \| \| Microraptor zhaoianus \| \| \| \| |
|  |                                                                           |
|  | Microraptor gui                                                           |
|  |                                                                           |
|  | Microraptor zhaoianus                                                     |
|  |                                                                           |

|  | Microraptor gui       |
|  |                       |
|  | Microraptor zhaoianus |
|  |                       |

|  | Cryptovolans     |
|  |                  |
|  | Graciliraptor    |
|  |                  |
|  | Sinornithosaurus |
|  |                  |

|  | Microraptor sp.                                                           |
|  |                                                                           |
|  | \| \| Microraptor gui \| \| \| \| \| \| Microraptor zhaoianus \| \| \| \| |
|  |                                                                           |
|  | Microraptor gui                                                           |
|  |                                                                           |
|  | Microraptor zhaoianus                                                     |
|  |                                                                           |

|  | Microraptor gui       |
|  |                       |
|  | Microraptor zhaoianus |
|  |                       |

|  | Cryptovolans     |
|  |                  |
|  | Graciliraptor    |
|  |                  |
|  | Sinornithosaurus |
|  |                  |

|  | Microraptor sp.                                                           |
|  |                                                                           |
|  | \| \| Microraptor gui \| \| \| \| \| \| Microraptor zhaoianus \| \| \| \| |
|  |                                                                           |
|  | Microraptor gui                                                           |
|  |                                                                           |
|  | Microraptor zhaoianus                                                     |
|  |                                                                           |

|  | Microraptor gui       |
|  |                       |
|  | Microraptor zhaoianus |
|  |                       |

|  | Cryptovolans     |
|  |                  |
|  | Graciliraptor    |
|  |                  |
|  | Sinornithosaurus |
|  |                  |

|  | Microraptor sp.                                                           |
|  |                                                                           |
|  | \| \| Microraptor gui \| \| \| \| \| \| Microraptor zhaoianus \| \| \| \| |
|  |                                                                           |
|  | Microraptor gui                                                           |
|  |                                                                           |
|  | Microraptor zhaoianus                                                     |
|  |                                                                           |

|  | Microraptor gui       |
|  |                       |
|  | Microraptor zhaoianus |
|  |                       |

|  | Cryptovolans     |
|  |                  |
|  | Graciliraptor    |
|  |                  |
|  | Sinornithosaurus |
|  |                  |

|  | Microraptor sp.                                                           |
|  |                                                                           |
|  | \| \| Microraptor gui \| \| \| \| \| \| Microraptor zhaoianus \| \| \| \| |
|  |                                                                           |
|  | Microraptor gui                                                           |
|  |                                                                           |
|  | Microraptor zhaoianus                                                     |
|  |                                                                           |

|  | Microraptor gui       |
|  |                       |
|  | Microraptor zhaoianus |
|  |                       |

|  | Cryptovolans     |
|  |                  |
|  | Graciliraptor    |
|  |                  |
|  | Sinornithosaurus |
|  |                  |

|  | Microraptor sp.                                                           |
|  |                                                                           |
|  | \| \| Microraptor gui \| \| \| \| \| \| Microraptor zhaoianus \| \| \| \| |
|  |                                                                           |
|  | Microraptor gui                                                           |
|  |                                                                           |
|  | Microraptor zhaoianus                                                     |
|  |                                                                           |

|  | Microraptor gui       |
|  |                       |
|  | Microraptor zhaoianus |
|  |                       |

|  | Cryptovolans     |
|  |                  |
|  | Graciliraptor    |
|  |                  |
|  | Sinornithosaurus |
|  |                  |

|  | Microraptor sp.                                                           |
|  |                                                                           |
|  | \| \| Microraptor gui \| \| \| \| \| \| Microraptor zhaoianus \| \| \| \| |
|  |                                                                           |
|  | Microraptor gui                                                           |
|  |                                                                           |
|  | Microraptor zhaoianus                                                     |
|  |                                                                           |

|  | Microraptor gui       |
|  |                       |
|  | Microraptor zhaoianus |
|  |                       |

|  | Cryptovolans     |
|  |                  |
|  | Graciliraptor    |
|  |                  |
|  | Sinornithosaurus |
|  |                  |

|  | Saurornitholestinae                                                  |
|  |                                                                      |
|  | \| \| Velociraptorinae \| \| \| \| \| \| Dromaeosaurinae \| \| \| \| |
|  |                                                                      |
|  | Velociraptorinae                                                     |
|  |                                                                      |
|  | Dromaeosaurinae                                                      |
|  |                                                                      |

|  | Velociraptorinae |
|  |                  |
|  | Dromaeosaurinae  |
|  |                  |

|  | Microraptor sp.                                                           |
|  |                                                                           |
|  | \| \| Microraptor gui \| \| \| \| \| \| Microraptor zhaoianus \| \| \| \| |
|  |                                                                           |
|  | Microraptor gui                                                           |
|  |                                                                           |
|  | Microraptor zhaoianus                                                     |
|  |                                                                           |

|  | Microraptor gui       |
|  |                       |
|  | Microraptor zhaoianus |
|  |                       |

|  | Cryptovolans     |
|  |                  |
|  | Graciliraptor    |
|  |                  |
|  | Sinornithosaurus |
|  |                  |

|  | Microraptor sp.                                                           |
|  |                                                                           |
|  | \| \| Microraptor gui \| \| \| \| \| \| Microraptor zhaoianus \| \| \| \| |
|  |                                                                           |
|  | Microraptor gui                                                           |
|  |                                                                           |
|  | Microraptor zhaoianus                                                     |
|  |                                                                           |

|  | Microraptor gui       |
|  |                       |
|  | Microraptor zhaoianus |
|  |                       |

|  | Cryptovolans     |
|  |                  |
|  | Graciliraptor    |
|  |                  |
|  | Sinornithosaurus |
|  |                  |

|  | Microraptor sp.                                                           |
|  |                                                                           |
|  | \| \| Microraptor gui \| \| \| \| \| \| Microraptor zhaoianus \| \| \| \| |
|  |                                                                           |
|  | Microraptor gui                                                           |
|  |                                                                           |
|  | Microraptor zhaoianus                                                     |
|  |                                                                           |

|  | Microraptor gui       |
|  |                       |
|  | Microraptor zhaoianus |
|  |                       |

|  | Cryptovolans     |
|  |                  |
|  | Graciliraptor    |
|  |                  |
|  | Sinornithosaurus |
|  |                  |

|  | Microraptor sp.                                                           |
|  |                                                                           |
|  | \| \| Microraptor gui \| \| \| \| \| \| Microraptor zhaoianus \| \| \| \| |
|  |                                                                           |
|  | Microraptor gui                                                           |
|  |                                                                           |
|  | Microraptor zhaoianus                                                     |
|  |                                                                           |

|  | Microraptor gui       |
|  |                       |
|  | Microraptor zhaoianus |
|  |                       |

|  | Cryptovolans     |
|  |                  |
|  | Graciliraptor    |
|  |                  |
|  | Sinornithosaurus |
|  |                  |

|  | Microraptor sp.                                                           |
|  |                                                                           |
|  | \| \| Microraptor gui \| \| \| \| \| \| Microraptor zhaoianus \| \| \| \| |
|  |                                                                           |
|  | Microraptor gui                                                           |
|  |                                                                           |
|  | Microraptor zhaoianus                                                     |
|  |                                                                           |

|  | Microraptor gui       |
|  |                       |
|  | Microraptor zhaoianus |
|  |                       |

|  | Cryptovolans     |
|  |                  |
|  | Graciliraptor    |
|  |                  |
|  | Sinornithosaurus |
|  |                  |

|  | Microraptor sp.                                                           |
|  |                                                                           |
|  | \| \| Microraptor gui \| \| \| \| \| \| Microraptor zhaoianus \| \| \| \| |
|  |                                                                           |
|  | Microraptor gui                                                           |
|  |                                                                           |
|  | Microraptor zhaoianus                                                     |
|  |                                                                           |

|  | Microraptor gui       |
|  |                       |
|  | Microraptor zhaoianus |
|  |                       |

|  | Cryptovolans     |
|  |                  |
|  | Graciliraptor    |
|  |                  |
|  | Sinornithosaurus |
|  |                  |

|  | Microraptor sp.                                                           |
|  |                                                                           |
|  | \| \| Microraptor gui \| \| \| \| \| \| Microraptor zhaoianus \| \| \| \| |
|  |                                                                           |
|  | Microraptor gui                                                           |
|  |                                                                           |
|  | Microraptor zhaoianus                                                     |
|  |                                                                           |

|  | Microraptor gui       |
|  |                       |
|  | Microraptor zhaoianus |
|  |                       |

|  | Cryptovolans     |
|  |                  |
|  | Graciliraptor    |
|  |                  |
|  | Sinornithosaurus |
|  |                  |

|  | Microraptor sp.                                                           |
|  |                                                                           |
|  | \| \| Microraptor gui \| \| \| \| \| \| Microraptor zhaoianus \| \| \| \| |
|  |                                                                           |
|  | Microraptor gui                                                           |
|  |                                                                           |
|  | Microraptor zhaoianus                                                     |
|  |                                                                           |

|  | Microraptor gui       |
|  |                       |
|  | Microraptor zhaoianus |
|  |                       |

|  | Cryptovolans     |
|  |                  |
|  | Graciliraptor    |
|  |                  |
|  | Sinornithosaurus |
|  |                  |

|  | Saurornitholestinae                                                  |
|  |                                                                      |
|  | \| \| Velociraptorinae \| \| \| \| \| \| Dromaeosaurinae \| \| \| \| |
|  |                                                                      |
|  | Velociraptorinae                                                     |
|  |                                                                      |
|  | Dromaeosaurinae                                                      |
|  |                                                                      |

|  | Velociraptorinae |
|  |                  |
|  | Dromaeosaurinae  |
|  |                  |

|  | Microraptor sp.                                                           |
|  |                                                                           |
|  | \| \| Microraptor gui \| \| \| \| \| \| Microraptor zhaoianus \| \| \| \| |
|  |                                                                           |
|  | Microraptor gui                                                           |
|  |                                                                           |
|  | Microraptor zhaoianus                                                     |
|  |                                                                           |

|  | Microraptor gui       |
|  |                       |
|  | Microraptor zhaoianus |
|  |                       |

|  | Cryptovolans     |
|  |                  |
|  | Graciliraptor    |
|  |                  |
|  | Sinornithosaurus |
|  |                  |

|  | Microraptor sp.                                                           |
|  |                                                                           |
|  | \| \| Microraptor gui \| \| \| \| \| \| Microraptor zhaoianus \| \| \| \| |
|  |                                                                           |
|  | Microraptor gui                                                           |
|  |                                                                           |
|  | Microraptor zhaoianus                                                     |
|  |                                                                           |

|  | Microraptor gui       |
|  |                       |
|  | Microraptor zhaoianus |
|  |                       |

|  | Cryptovolans     |
|  |                  |
|  | Graciliraptor    |
|  |                  |
|  | Sinornithosaurus |
|  |                  |

|  | Microraptor sp.                                                           |
|  |                                                                           |
|  | \| \| Microraptor gui \| \| \| \| \| \| Microraptor zhaoianus \| \| \| \| |
|  |                                                                           |
|  | Microraptor gui                                                           |
|  |                                                                           |
|  | Microraptor zhaoianus                                                     |
|  |                                                                           |

|  | Microraptor gui       |
|  |                       |
|  | Microraptor zhaoianus |
|  |                       |

|  | Cryptovolans     |
|  |                  |
|  | Graciliraptor    |
|  |                  |
|  | Sinornithosaurus |
|  |                  |

|  | Microraptor sp.                                                           |
|  |                                                                           |
|  | \| \| Microraptor gui \| \| \| \| \| \| Microraptor zhaoianus \| \| \| \| |
|  |                                                                           |
|  | Microraptor gui                                                           |
|  |                                                                           |
|  | Microraptor zhaoianus                                                     |
|  |                                                                           |

|  | Microraptor gui       |
|  |                       |
|  | Microraptor zhaoianus |
|  |                       |

|  | Cryptovolans     |
|  |                  |
|  | Graciliraptor    |
|  |                  |
|  | Sinornithosaurus |
|  |                  |

|  | Microraptor sp.                                                           |
|  |                                                                           |
|  | \| \| Microraptor gui \| \| \| \| \| \| Microraptor zhaoianus \| \| \| \| |
|  |                                                                           |
|  | Microraptor gui                                                           |
|  |                                                                           |
|  | Microraptor zhaoianus                                                     |
|  |                                                                           |

|  | Microraptor gui       |
|  |                       |
|  | Microraptor zhaoianus |
|  |                       |

|  | Cryptovolans     |
|  |                  |
|  | Graciliraptor    |
|  |                  |
|  | Sinornithosaurus |
|  |                  |

|  | Microraptor sp.                                                           |
|  |                                                                           |
|  | \| \| Microraptor gui \| \| \| \| \| \| Microraptor zhaoianus \| \| \| \| |
|  |                                                                           |
|  | Microraptor gui                                                           |
|  |                                                                           |
|  | Microraptor zhaoianus                                                     |
|  |                                                                           |

|  | Microraptor gui       |
|  |                       |
|  | Microraptor zhaoianus |
|  |                       |

|  | Cryptovolans     |
|  |                  |
|  | Graciliraptor    |
|  |                  |
|  | Sinornithosaurus |
|  |                  |

|  | Microraptor sp.                                                           |
|  |                                                                           |
|  | \| \| Microraptor gui \| \| \| \| \| \| Microraptor zhaoianus \| \| \| \| |
|  |                                                                           |
|  | Microraptor gui                                                           |
|  |                                                                           |
|  | Microraptor zhaoianus                                                     |
|  |                                                                           |

|  | Microraptor gui       |
|  |                       |
|  | Microraptor zhaoianus |
|  |                       |

|  | Cryptovolans     |
|  |                  |
|  | Graciliraptor    |
|  |                  |
|  | Sinornithosaurus |
|  |                  |

|  | Microraptor sp.                                                           |
|  |                                                                           |
|  | \| \| Microraptor gui \| \| \| \| \| \| Microraptor zhaoianus \| \| \| \| |
|  |                                                                           |
|  | Microraptor gui                                                           |
|  |                                                                           |
|  | Microraptor zhaoianus                                                     |
|  |                                                                           |

|  | Microraptor gui       |
|  |                       |
|  | Microraptor zhaoianus |
|  |                       |

|  | Cryptovolans     |
|  |                  |
|  | Graciliraptor    |
|  |                  |
|  | Sinornithosaurus |
|  |                  |

|  | Saurornitholestinae                                                  |
|  |                                                                      |
|  | \| \| Velociraptorinae \| \| \| \| \| \| Dromaeosaurinae \| \| \| \| |
|  |                                                                      |
|  | Velociraptorinae                                                     |
|  |                                                                      |
|  | Dromaeosaurinae                                                      |
|  |                                                                      |

|  | Velociraptorinae |
|  |                  |
|  | Dromaeosaurinae  |
|  |                  |

|  | Microraptor sp.                                                           |
|  |                                                                           |
|  | \| \| Microraptor gui \| \| \| \| \| \| Microraptor zhaoianus \| \| \| \| |
|  |                                                                           |
|  | Microraptor gui                                                           |
|  |                                                                           |
|  | Microraptor zhaoianus                                                     |
|  |                                                                           |

|  | Microraptor gui       |
|  |                       |
|  | Microraptor zhaoianus |
|  |                       |

|  | Cryptovolans     |
|  |                  |
|  | Graciliraptor    |
|  |                  |
|  | Sinornithosaurus |
|  |                  |

|  | Microraptor sp.                                                           |
|  |                                                                           |
|  | \| \| Microraptor gui \| \| \| \| \| \| Microraptor zhaoianus \| \| \| \| |
|  |                                                                           |
|  | Microraptor gui                                                           |
|  |                                                                           |
|  | Microraptor zhaoianus                                                     |
|  |                                                                           |

|  | Microraptor gui       |
|  |                       |
|  | Microraptor zhaoianus |
|  |                       |

|  | Cryptovolans     |
|  |                  |
|  | Graciliraptor    |
|  |                  |
|  | Sinornithosaurus |
|  |                  |

|  | Microraptor sp.                                                           |
|  |                                                                           |
|  | \| \| Microraptor gui \| \| \| \| \| \| Microraptor zhaoianus \| \| \| \| |
|  |                                                                           |
|  | Microraptor gui                                                           |
|  |                                                                           |
|  | Microraptor zhaoianus                                                     |
|  |                                                                           |

|  | Microraptor gui       |
|  |                       |
|  | Microraptor zhaoianus |
|  |                       |

|  | Cryptovolans     |
|  |                  |
|  | Graciliraptor    |
|  |                  |
|  | Sinornithosaurus |
|  |                  |

|  | Microraptor sp.                                                           |
|  |                                                                           |
|  | \| \| Microraptor gui \| \| \| \| \| \| Microraptor zhaoianus \| \| \| \| |
|  |                                                                           |
|  | Microraptor gui                                                           |
|  |                                                                           |
|  | Microraptor zhaoianus                                                     |
|  |                                                                           |

|  | Microraptor gui       |
|  |                       |
|  | Microraptor zhaoianus |
|  |                       |

|  | Cryptovolans     |
|  |                  |
|  | Graciliraptor    |
|  |                  |
|  | Sinornithosaurus |
|  |                  |

|  | Microraptor sp.                                                           |
|  |                                                                           |
|  | \| \| Microraptor gui \| \| \| \| \| \| Microraptor zhaoianus \| \| \| \| |
|  |                                                                           |
|  | Microraptor gui                                                           |
|  |                                                                           |
|  | Microraptor zhaoianus                                                     |
|  |                                                                           |

|  | Microraptor gui       |
|  |                       |
|  | Microraptor zhaoianus |
|  |                       |

|  | Cryptovolans     |
|  |                  |
|  | Graciliraptor    |
|  |                  |
|  | Sinornithosaurus |
|  |                  |

|  | Microraptor sp.                                                           |
|  |                                                                           |
|  | \| \| Microraptor gui \| \| \| \| \| \| Microraptor zhaoianus \| \| \| \| |
|  |                                                                           |
|  | Microraptor gui                                                           |
|  |                                                                           |
|  | Microraptor zhaoianus                                                     |
|  |                                                                           |

|  | Microraptor gui       |
|  |                       |
|  | Microraptor zhaoianus |
|  |                       |

|  | Cryptovolans     |
|  |                  |
|  | Graciliraptor    |
|  |                  |
|  | Sinornithosaurus |
|  |                  |

|  | Microraptor sp.                                                           |
|  |                                                                           |
|  | \| \| Microraptor gui \| \| \| \| \| \| Microraptor zhaoianus \| \| \| \| |
|  |                                                                           |
|  | Microraptor gui                                                           |
|  |                                                                           |
|  | Microraptor zhaoianus                                                     |
|  |                                                                           |

|  | Microraptor gui       |
|  |                       |
|  | Microraptor zhaoianus |
|  |                       |

|  | Cryptovolans     |
|  |                  |
|  | Graciliraptor    |
|  |                  |
|  | Sinornithosaurus |
|  |                  |

|  | Microraptor sp.                                                           |
|  |                                                                           |
|  | \| \| Microraptor gui \| \| \| \| \| \| Microraptor zhaoianus \| \| \| \| |
|  |                                                                           |
|  | Microraptor gui                                                           |
|  |                                                                           |
|  | Microraptor zhaoianus                                                     |
|  |                                                                           |

|  | Microraptor gui       |
|  |                       |
|  | Microraptor zhaoianus |
|  |                       |

|  | Cryptovolans     |
|  |                  |
|  | Graciliraptor    |
|  |                  |
|  | Sinornithosaurus |
|  |                  |

|  | Saurornitholestinae                                                  |
|  |                                                                      |
|  | \| \| Velociraptorinae \| \| \| \| \| \| Dromaeosaurinae \| \| \| \| |
|  |                                                                      |
|  | Velociraptorinae                                                     |
|  |                                                                      |
|  | Dromaeosaurinae                                                      |
|  |                                                                      |

|  | Velociraptorinae |
|  |                  |
|  | Dromaeosaurinae  |
|  |                  |

|  | Microraptor sp.                                                           |
|  |                                                                           |
|  | \| \| Microraptor gui \| \| \| \| \| \| Microraptor zhaoianus \| \| \| \| |
|  |                                                                           |
|  | Microraptor gui                                                           |
|  |                                                                           |
|  | Microraptor zhaoianus                                                     |
|  |                                                                           |

|  | Microraptor gui       |
|  |                       |
|  | Microraptor zhaoianus |
|  |                       |

|  | Cryptovolans     |
|  |                  |
|  | Graciliraptor    |
|  |                  |
|  | Sinornithosaurus |
|  |                  |

|  | Microraptor sp.                                                           |
|  |                                                                           |
|  | \| \| Microraptor gui \| \| \| \| \| \| Microraptor zhaoianus \| \| \| \| |
|  |                                                                           |
|  | Microraptor gui                                                           |
|  |                                                                           |
|  | Microraptor zhaoianus                                                     |
|  |                                                                           |

|  | Microraptor gui       |
|  |                       |
|  | Microraptor zhaoianus |
|  |                       |

|  | Cryptovolans     |
|  |                  |
|  | Graciliraptor    |
|  |                  |
|  | Sinornithosaurus |
|  |                  |

|  | Microraptor sp.                                                           |
|  |                                                                           |
|  | \| \| Microraptor gui \| \| \| \| \| \| Microraptor zhaoianus \| \| \| \| |
|  |                                                                           |
|  | Microraptor gui                                                           |
|  |                                                                           |
|  | Microraptor zhaoianus                                                     |
|  |                                                                           |

|  | Microraptor gui       |
|  |                       |
|  | Microraptor zhaoianus |
|  |                       |

|  | Cryptovolans     |
|  |                  |
|  | Graciliraptor    |
|  |                  |
|  | Sinornithosaurus |
|  |                  |

|  | Microraptor sp.                                                           |
|  |                                                                           |
|  | \| \| Microraptor gui \| \| \| \| \| \| Microraptor zhaoianus \| \| \| \| |
|  |                                                                           |
|  | Microraptor gui                                                           |
|  |                                                                           |
|  | Microraptor zhaoianus                                                     |
|  |                                                                           |

|  | Microraptor gui       |
|  |                       |
|  | Microraptor zhaoianus |
|  |                       |

|  | Cryptovolans     |
|  |                  |
|  | Graciliraptor    |
|  |                  |
|  | Sinornithosaurus |
|  |                  |

|  | Microraptor sp.                                                           |
|  |                                                                           |
|  | \| \| Microraptor gui \| \| \| \| \| \| Microraptor zhaoianus \| \| \| \| |
|  |                                                                           |
|  | Microraptor gui                                                           |
|  |                                                                           |
|  | Microraptor zhaoianus                                                     |
|  |                                                                           |

|  | Microraptor gui       |
|  |                       |
|  | Microraptor zhaoianus |
|  |                       |

|  | Cryptovolans     |
|  |                  |
|  | Graciliraptor    |
|  |                  |
|  | Sinornithosaurus |
|  |                  |

|  | Microraptor sp.                                                           |
|  |                                                                           |
|  | \| \| Microraptor gui \| \| \| \| \| \| Microraptor zhaoianus \| \| \| \| |
|  |                                                                           |
|  | Microraptor gui                                                           |
|  |                                                                           |
|  | Microraptor zhaoianus                                                     |
|  |                                                                           |

|  | Microraptor gui       |
|  |                       |
|  | Microraptor zhaoianus |
|  |                       |

|  | Cryptovolans     |
|  |                  |
|  | Graciliraptor    |
|  |                  |
|  | Sinornithosaurus |
|  |                  |

|  | Microraptor sp.                                                           |
|  |                                                                           |
|  | \| \| Microraptor gui \| \| \| \| \| \| Microraptor zhaoianus \| \| \| \| |
|  |                                                                           |
|  | Microraptor gui                                                           |
|  |                                                                           |
|  | Microraptor zhaoianus                                                     |
|  |                                                                           |

|  | Microraptor gui       |
|  |                       |
|  | Microraptor zhaoianus |
|  |                       |

|  | Cryptovolans     |
|  |                  |
|  | Graciliraptor    |
|  |                  |
|  | Sinornithosaurus |
|  |                  |

|  | Microraptor sp.                                                           |
|  |                                                                           |
|  | \| \| Microraptor gui \| \| \| \| \| \| Microraptor zhaoianus \| \| \| \| |
|  |                                                                           |
|  | Microraptor gui                                                           |
|  |                                                                           |
|  | Microraptor zhaoianus                                                     |
|  |                                                                           |

|  | Microraptor gui       |
|  |                       |
|  | Microraptor zhaoianus |
|  |                       |

|  | Cryptovolans     |
|  |                  |
|  | Graciliraptor    |
|  |                  |
|  | Sinornithosaurus |
|  |                  |

|  | Saurornitholestinae                                                  |
|  |                                                                      |
|  | \| \| Velociraptorinae \| \| \| \| \| \| Dromaeosaurinae \| \| \| \| |
|  |                                                                      |
|  | Velociraptorinae                                                     |
|  |                                                                      |
|  | Dromaeosaurinae                                                      |
|  |                                                                      |

|  | Velociraptorinae |
|  |                  |
|  | Dromaeosaurinae  |
|  |                  |

|  | Microraptor sp.                                                           |
|  |                                                                           |
|  | \| \| Microraptor gui \| \| \| \| \| \| Microraptor zhaoianus \| \| \| \| |
|  |                                                                           |
|  | Microraptor gui                                                           |
|  |                                                                           |
|  | Microraptor zhaoianus                                                     |
|  |                                                                           |

|  | Microraptor gui       |
|  |                       |
|  | Microraptor zhaoianus |
|  |                       |

|  | Cryptovolans     |
|  |                  |
|  | Graciliraptor    |
|  |                  |
|  | Sinornithosaurus |
|  |                  |

|  | Microraptor sp.                                                           |
|  |                                                                           |
|  | \| \| Microraptor gui \| \| \| \| \| \| Microraptor zhaoianus \| \| \| \| |
|  |                                                                           |
|  | Microraptor gui                                                           |
|  |                                                                           |
|  | Microraptor zhaoianus                                                     |
|  |                                                                           |

|  | Microraptor gui       |
|  |                       |
|  | Microraptor zhaoianus |
|  |                       |

|  | Cryptovolans     |
|  |                  |
|  | Graciliraptor    |
|  |                  |
|  | Sinornithosaurus |
|  |                  |

|  | Microraptor sp.                                                           |
|  |                                                                           |
|  | \| \| Microraptor gui \| \| \| \| \| \| Microraptor zhaoianus \| \| \| \| |
|  |                                                                           |
|  | Microraptor gui                                                           |
|  |                                                                           |
|  | Microraptor zhaoianus                                                     |
|  |                                                                           |

|  | Microraptor gui       |
|  |                       |
|  | Microraptor zhaoianus |
|  |                       |

|  | Cryptovolans     |
|  |                  |
|  | Graciliraptor    |
|  |                  |
|  | Sinornithosaurus |
|  |                  |

|  | Microraptor sp.                                                           |
|  |                                                                           |
|  | \| \| Microraptor gui \| \| \| \| \| \| Microraptor zhaoianus \| \| \| \| |
|  |                                                                           |
|  | Microraptor gui                                                           |
|  |                                                                           |
|  | Microraptor zhaoianus                                                     |
|  |                                                                           |

|  | Microraptor gui       |
|  |                       |
|  | Microraptor zhaoianus |
|  |                       |

|  | Cryptovolans     |
|  |                  |
|  | Graciliraptor    |
|  |                  |
|  | Sinornithosaurus |
|  |                  |

|  | Microraptor sp.                                                           |
|  |                                                                           |
|  | \| \| Microraptor gui \| \| \| \| \| \| Microraptor zhaoianus \| \| \| \| |
|  |                                                                           |
|  | Microraptor gui                                                           |
|  |                                                                           |
|  | Microraptor zhaoianus                                                     |
|  |                                                                           |

|  | Microraptor gui       |
|  |                       |
|  | Microraptor zhaoianus |
|  |                       |

|  | Cryptovolans     |
|  |                  |
|  | Graciliraptor    |
|  |                  |
|  | Sinornithosaurus |
|  |                  |

|  | Microraptor sp.                                                           |
|  |                                                                           |
|  | \| \| Microraptor gui \| \| \| \| \| \| Microraptor zhaoianus \| \| \| \| |
|  |                                                                           |
|  | Microraptor gui                                                           |
|  |                                                                           |
|  | Microraptor zhaoianus                                                     |
|  |                                                                           |

|  | Microraptor gui       |
|  |                       |
|  | Microraptor zhaoianus |
|  |                       |

|  | Cryptovolans     |
|  |                  |
|  | Graciliraptor    |
|  |                  |
|  | Sinornithosaurus |
|  |                  |

|  | Microraptor sp.                                                           |
|  |                                                                           |
|  | \| \| Microraptor gui \| \| \| \| \| \| Microraptor zhaoianus \| \| \| \| |
|  |                                                                           |
|  | Microraptor gui                                                           |
|  |                                                                           |
|  | Microraptor zhaoianus                                                     |
|  |                                                                           |

|  | Microraptor gui       |
|  |                       |
|  | Microraptor zhaoianus |
|  |                       |

|  | Cryptovolans     |
|  |                  |
|  | Graciliraptor    |
|  |                  |
|  | Sinornithosaurus |
|  |                  |

|  | Microraptor sp.                                                           |
|  |                                                                           |
|  | \| \| Microraptor gui \| \| \| \| \| \| Microraptor zhaoianus \| \| \| \| |
|  |                                                                           |
|  | Microraptor gui                                                           |
|  |                                                                           |
|  | Microraptor zhaoianus                                                     |
|  |                                                                           |

|  | Microraptor gui       |
|  |                       |
|  | Microraptor zhaoianus |
|  |                       |

|  | Cryptovolans     |
|  |                  |
|  | Graciliraptor    |
|  |                  |
|  | Sinornithosaurus |
|  |                  |

|  | Saurornitholestinae                                                  |
|  |                                                                      |
|  | \| \| Velociraptorinae \| \| \| \| \| \| Dromaeosaurinae \| \| \| \| |
|  |                                                                      |
|  | Velociraptorinae                                                     |
|  |                                                                      |
|  | Dromaeosaurinae                                                      |
|  |                                                                      |

|  | Velociraptorinae |
|  |                  |
|  | Dromaeosaurinae  |
|  |                  |

|  | Microraptor sp.                                                           |
|  |                                                                           |
|  | \| \| Microraptor gui \| \| \| \| \| \| Microraptor zhaoianus \| \| \| \| |
|  |                                                                           |
|  | Microraptor gui                                                           |
|  |                                                                           |
|  | Microraptor zhaoianus                                                     |
|  |                                                                           |

|  | Microraptor gui       |
|  |                       |
|  | Microraptor zhaoianus |
|  |                       |

|  | Cryptovolans     |
|  |                  |
|  | Graciliraptor    |
|  |                  |
|  | Sinornithosaurus |
|  |                  |

|  | Microraptor sp.                                                           |
|  |                                                                           |
|  | \| \| Microraptor gui \| \| \| \| \| \| Microraptor zhaoianus \| \| \| \| |
|  |                                                                           |
|  | Microraptor gui                                                           |
|  |                                                                           |
|  | Microraptor zhaoianus                                                     |
|  |                                                                           |

|  | Microraptor gui       |
|  |                       |
|  | Microraptor zhaoianus |
|  |                       |

|  | Cryptovolans     |
|  |                  |
|  | Graciliraptor    |
|  |                  |
|  | Sinornithosaurus |
|  |                  |

|  | Microraptor sp.                                                           |
|  |                                                                           |
|  | \| \| Microraptor gui \| \| \| \| \| \| Microraptor zhaoianus \| \| \| \| |
|  |                                                                           |
|  | Microraptor gui                                                           |
|  |                                                                           |
|  | Microraptor zhaoianus                                                     |
|  |                                                                           |

|  | Microraptor gui       |
|  |                       |
|  | Microraptor zhaoianus |
|  |                       |

|  | Cryptovolans     |
|  |                  |
|  | Graciliraptor    |
|  |                  |
|  | Sinornithosaurus |
|  |                  |

|  | Microraptor sp.                                                           |
|  |                                                                           |
|  | \| \| Microraptor gui \| \| \| \| \| \| Microraptor zhaoianus \| \| \| \| |
|  |                                                                           |
|  | Microraptor gui                                                           |
|  |                                                                           |
|  | Microraptor zhaoianus                                                     |
|  |                                                                           |

|  | Microraptor gui       |
|  |                       |
|  | Microraptor zhaoianus |
|  |                       |

|  | Cryptovolans     |
|  |                  |
|  | Graciliraptor    |
|  |                  |
|  | Sinornithosaurus |
|  |                  |

|  | Microraptor sp.                                                           |
|  |                                                                           |
|  | \| \| Microraptor gui \| \| \| \| \| \| Microraptor zhaoianus \| \| \| \| |
|  |                                                                           |
|  | Microraptor gui                                                           |
|  |                                                                           |
|  | Microraptor zhaoianus                                                     |
|  |                                                                           |

|  | Microraptor gui       |
|  |                       |
|  | Microraptor zhaoianus |
|  |                       |

|  | Cryptovolans     |
|  |                  |
|  | Graciliraptor    |
|  |                  |
|  | Sinornithosaurus |
|  |                  |

|  | Microraptor sp.                                                           |
|  |                                                                           |
|  | \| \| Microraptor gui \| \| \| \| \| \| Microraptor zhaoianus \| \| \| \| |
|  |                                                                           |
|  | Microraptor gui                                                           |
|  |                                                                           |
|  | Microraptor zhaoianus                                                     |
|  |                                                                           |

|  | Microraptor gui       |
|  |                       |
|  | Microraptor zhaoianus |
|  |                       |

|  | Cryptovolans     |
|  |                  |
|  | Graciliraptor    |
|  |                  |
|  | Sinornithosaurus |
|  |                  |

|  | Microraptor sp.                                                           |
|  |                                                                           |
|  | \| \| Microraptor gui \| \| \| \| \| \| Microraptor zhaoianus \| \| \| \| |
|  |                                                                           |
|  | Microraptor gui                                                           |
|  |                                                                           |
|  | Microraptor zhaoianus                                                     |
|  |                                                                           |

|  | Microraptor gui       |
|  |                       |
|  | Microraptor zhaoianus |
|  |                       |

|  | Cryptovolans     |
|  |                  |
|  | Graciliraptor    |
|  |                  |
|  | Sinornithosaurus |
|  |                  |

|  | Microraptor sp.                                                           |
|  |                                                                           |
|  | \| \| Microraptor gui \| \| \| \| \| \| Microraptor zhaoianus \| \| \| \| |
|  |                                                                           |
|  | Microraptor gui                                                           |
|  |                                                                           |
|  | Microraptor zhaoianus                                                     |
|  |                                                                           |

|  | Microraptor gui       |
|  |                       |
|  | Microraptor zhaoianus |
|  |                       |

|  | Cryptovolans     |
|  |                  |
|  | Graciliraptor    |
|  |                  |
|  | Sinornithosaurus |
|  |                  |

|  | Saurornitholestinae                                                  |
|  |                                                                      |
|  | \| \| Velociraptorinae \| \| \| \| \| \| Dromaeosaurinae \| \| \| \| |
|  |                                                                      |
|  | Velociraptorinae                                                     |
|  |                                                                      |
|  | Dromaeosaurinae                                                      |
|  |                                                                      |

|  | Velociraptorinae |
|  |                  |
|  | Dromaeosaurinae  |
|  |                  |

|  | Microraptor sp.                                                           |
|  |                                                                           |
|  | \| \| Microraptor gui \| \| \| \| \| \| Microraptor zhaoianus \| \| \| \| |
|  |                                                                           |
|  | Microraptor gui                                                           |
|  |                                                                           |
|  | Microraptor zhaoianus                                                     |
|  |                                                                           |

|  | Microraptor gui       |
|  |                       |
|  | Microraptor zhaoianus |
|  |                       |

|  | Cryptovolans     |
|  |                  |
|  | Graciliraptor    |
|  |                  |
|  | Sinornithosaurus |
|  |                  |

|  | Microraptor sp.                                                           |
|  |                                                                           |
|  | \| \| Microraptor gui \| \| \| \| \| \| Microraptor zhaoianus \| \| \| \| |
|  |                                                                           |
|  | Microraptor gui                                                           |
|  |                                                                           |
|  | Microraptor zhaoianus                                                     |
|  |                                                                           |

|  | Microraptor gui       |
|  |                       |
|  | Microraptor zhaoianus |
|  |                       |

|  | Cryptovolans     |
|  |                  |
|  | Graciliraptor    |
|  |                  |
|  | Sinornithosaurus |
|  |                  |

|  | Microraptor sp.                                                           |
|  |                                                                           |
|  | \| \| Microraptor gui \| \| \| \| \| \| Microraptor zhaoianus \| \| \| \| |
|  |                                                                           |
|  | Microraptor gui                                                           |
|  |                                                                           |
|  | Microraptor zhaoianus                                                     |
|  |                                                                           |

|  | Microraptor gui       |
|  |                       |
|  | Microraptor zhaoianus |
|  |                       |

|  | Cryptovolans     |
|  |                  |
|  | Graciliraptor    |
|  |                  |
|  | Sinornithosaurus |
|  |                  |

|  | Microraptor sp.                                                           |
|  |                                                                           |
|  | \| \| Microraptor gui \| \| \| \| \| \| Microraptor zhaoianus \| \| \| \| |
|  |                                                                           |
|  | Microraptor gui                                                           |
|  |                                                                           |
|  | Microraptor zhaoianus                                                     |
|  |                                                                           |

|  | Microraptor gui       |
|  |                       |
|  | Microraptor zhaoianus |
|  |                       |

|  | Cryptovolans     |
|  |                  |
|  | Graciliraptor    |
|  |                  |
|  | Sinornithosaurus |
|  |                  |

|  | Microraptor sp.                                                           |
|  |                                                                           |
|  | \| \| Microraptor gui \| \| \| \| \| \| Microraptor zhaoianus \| \| \| \| |
|  |                                                                           |
|  | Microraptor gui                                                           |
|  |                                                                           |
|  | Microraptor zhaoianus                                                     |
|  |                                                                           |

|  | Microraptor gui       |
|  |                       |
|  | Microraptor zhaoianus |
|  |                       |

|  | Cryptovolans     |
|  |                  |
|  | Graciliraptor    |
|  |                  |
|  | Sinornithosaurus |
|  |                  |

|  | Microraptor sp.                                                           |
|  |                                                                           |
|  | \| \| Microraptor gui \| \| \| \| \| \| Microraptor zhaoianus \| \| \| \| |
|  |                                                                           |
|  | Microraptor gui                                                           |
|  |                                                                           |
|  | Microraptor zhaoianus                                                     |
|  |                                                                           |

|  | Microraptor gui       |
|  |                       |
|  | Microraptor zhaoianus |
|  |                       |

|  | Cryptovolans     |
|  |                  |
|  | Graciliraptor    |
|  |                  |
|  | Sinornithosaurus |
|  |                  |

|  | Microraptor sp.                                                           |
|  |                                                                           |
|  | \| \| Microraptor gui \| \| \| \| \| \| Microraptor zhaoianus \| \| \| \| |
|  |                                                                           |
|  | Microraptor gui                                                           |
|  |                                                                           |
|  | Microraptor zhaoianus                                                     |
|  |                                                                           |

|  | Microraptor gui       |
|  |                       |
|  | Microraptor zhaoianus |
|  |                       |

|  | Cryptovolans     |
|  |                  |
|  | Graciliraptor    |
|  |                  |
|  | Sinornithosaurus |
|  |                  |

|  | Microraptor sp.                                                           |
|  |                                                                           |
|  | \| \| Microraptor gui \| \| \| \| \| \| Microraptor zhaoianus \| \| \| \| |
|  |                                                                           |
|  | Microraptor gui                                                           |
|  |                                                                           |
|  | Microraptor zhaoianus                                                     |
|  |                                                                           |

|  | Microraptor gui       |
|  |                       |
|  | Microraptor zhaoianus |
|  |                       |

|  | Cryptovolans     |
|  |                  |
|  | Graciliraptor    |
|  |                  |
|  | Sinornithosaurus |
|  |                  |

In un articolo del 2024, che descrive il più piccolo esemplare giovanile conosciuto di Microraptor, Wang & Pei includono i microraptori e gli eudromaeosauri all'interno di un nuovo clade, Serraraptoria, il clade più inclusivo contenente Microraptor zhaoianus e Velociraptor mongoliensis ma non Mahakala omnogovae, Halszkaraptor escuilliei e Unenlagia comahuensis.

## Storia della scoperta

### Denominazione controversa
La denominazione iniziale di Microraptor fu piuttosto controversa, a causa delle circostanze insolite della sua prima descrizione. Il primo esemplare descritto faceva parte di un campione chimerico, ossia un patchwork di diverse specie di dinosauro piumati (Lo stesso Microraptor, Yanornis e una terza specie non ancora descritta) raccolto da più esemplari in Cina e contrabbandato negli USA per la vendita. Dopo che la contraffazione è stata rivelata dal paleontologo Xu Xing dell'Institute of Vertebrate Paleontology and Paleoanthropology di Pechino, Storrs Olson, curatore degli uccelli al National Museum of Natural History dello Smithsonian Institution, pubblicò la descrizione della coda dell'esemplare in un oscuro diario, dandogli il nome di Archaeoraptor liaoningensis nel tentativo di rimuovere il nome dal record paleoritonologico, assegnandolo alla parte meno probabile che fosse un uccello. Tuttavia, Xu aveva scoperto il resto del campione da cui la coda era stata presa e aveva pubblicato una descrizione di quest'ultimo, dandogli il nome di Microraptor zhaoianus.
Dal momento che i due nomi indicano lo stesso esemplare tipo, il Microraptor zhaoianus sarebbe stato un sinonimo junior di Archaeoraptor liaoningensis e quest'ultimo, se valido, avrebbe avuto la priorità secondo il Codice Internazionale di Nomenclatura Zoologica. Tuttavia, c'era qualche dubbio sul fatto che la descrizione di Olson soddisfacesse tutti i requisiti formali per la creazione di un nuovo taxon. Anzi, Olson ha designato il campione come un lectotipo, ancora prima che un esemplare tipo fosse istituito. Una situazione simile è avvenuta con Tyrannosaurus e Manospondylus, in cui il primo è diventato un nomen protecum e quest'ultimo un nomen oblitum dovuto alle revisioni nelle regole ICZN che si sono svolte il 31 dicembre 1999. Inoltre, il nome di Xu per l'esemplare tipo (Microraptor) è stato successivamente utilizzato più frequentemente del nome originale; Come tale, questa e la natura chimerica del campione renderebbe il nome "Archaeoraptor" un nomen-vanum (essendo stato descritto in modo improprio) e sinonimo junior di Microraptor divenuto a sua volta un nomen protectum (in quanto usato in opere più pubblicate di "Archaeoraptor" ed è stato descritto correttamente).

### Esemplari aggiuntivi

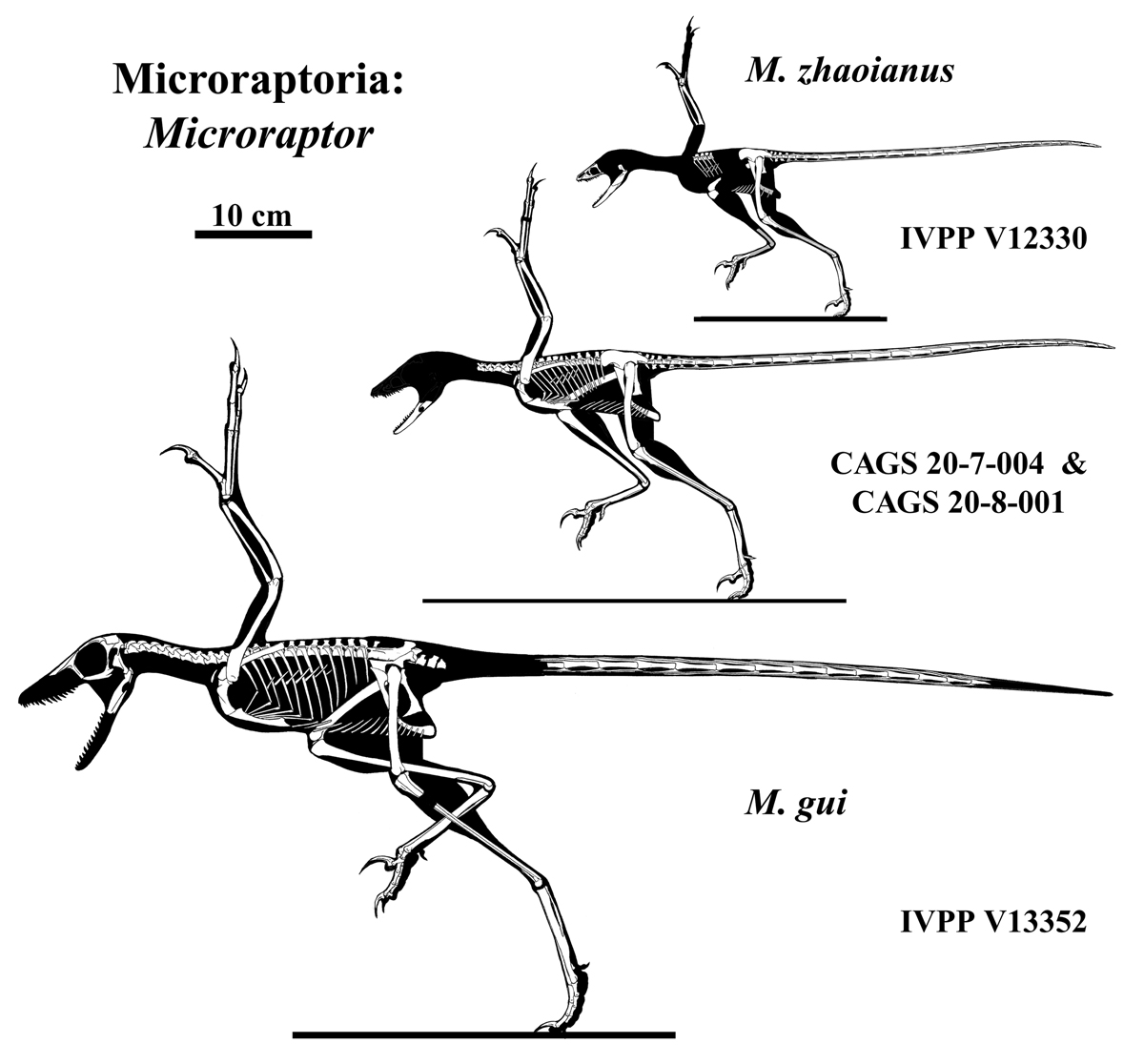
Illustrazioni dello scheletro di vari esemplari fossili

Il primo esemplare riferito a Microraptor rappresentava un piccolo individuo e comprendeva anche i residui di piume sottili, tuttavia il fossile non era in buono stato e mancava di cranio. Nel 2002 Mark Norell ed altri descrissero un altro esemplare, BPM 1 3-13, che però non nominarono o riferirono ad una specie esistente. Successivamente quello stesso anno Stephen Czerkas et al. nominarono l'esemplare Cryptovolans pauli, a cui riferirono altri due esemplari aggiuntivi (il primo dei quali mostrava impressioni di piume). Il nome generico derivava dal greco antico, Kryptos ossia "nascosto", e dal latino volans ossia "volante". Il nome specifico, pauli, onorava invece il paleontologo Gregory S. Paul, che aveva da molto tempo proposto che i dromaeosauridi si fossero evoluti da antenati volanti.
Gli esemplari tipo di C. pauli sono stati raccolti dalla Formazione Jiufotang, risalente all'Albiano e ora appartenenti alla collezione del Museo Paleontologico di Beipiao, a Liaoning, Cina. Essi sono catalogati come LPM 0200, l'olotipo; LPM 0201, il suo controstampo (stampo e controstampo insieme rappresentano il precedente BPM 1 3-13); e il paratipo LPM 0159, uno scheletro più piccolo. Entrambi gli esemplari sono conservati come fossili di compressione articolata; sono ragionevolmente completi ma parzialmente danneggiati.

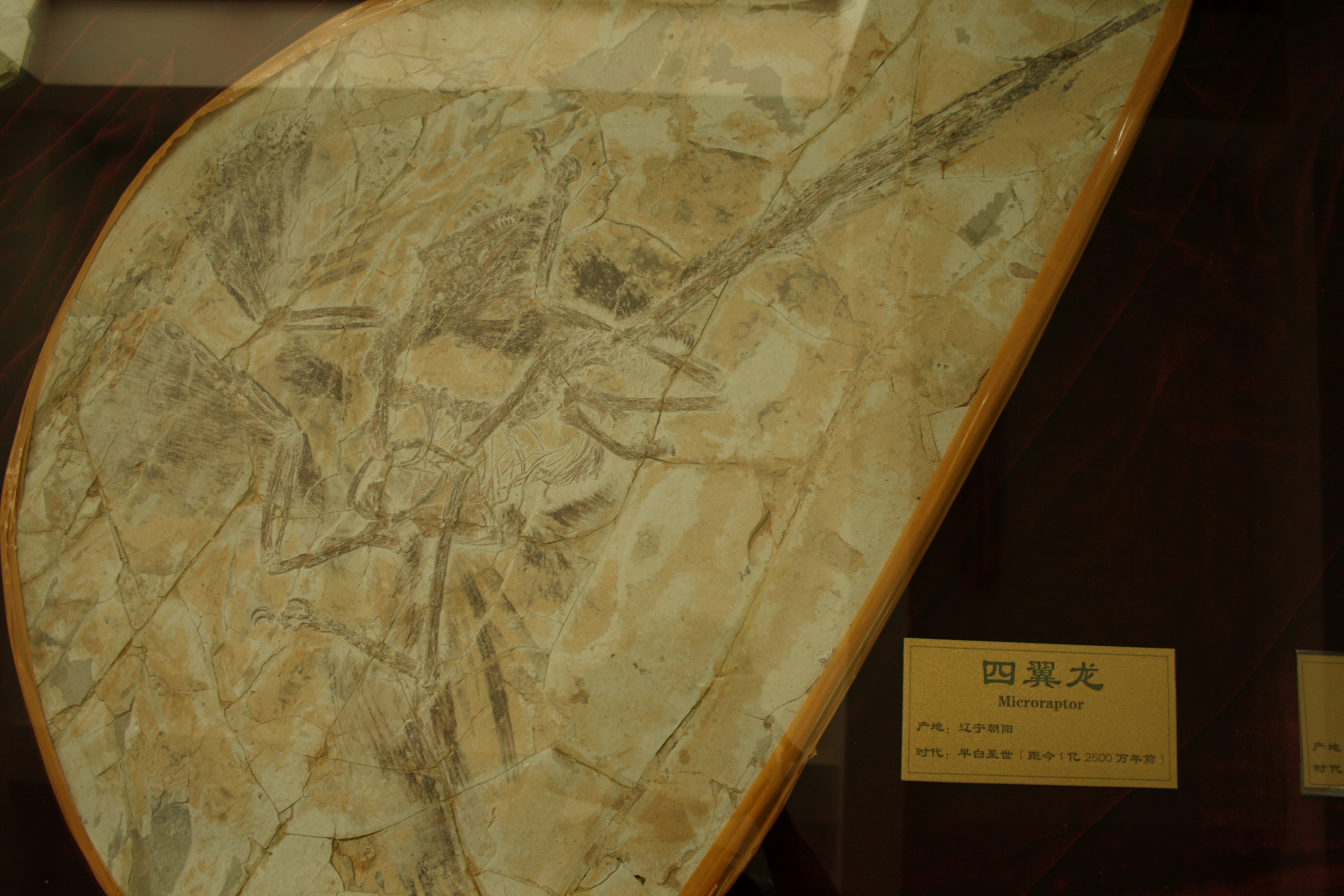
Esemplare fossile allo Shandong Tianyu Museum of Nature

Czerkas et al. (2002) hanno diagnosticato il genere in base alla presenza di piume primarie (che a parere degli autori lo fecero uccello), uno sterno co-ossificato, una coda composta da 28-30 vertebre e un terzo dito con una breve falange III-3. Alcune delle piume descritte da Czerkas come primarie erano effettivamente attaccate alle gambe, piuttosto che alle braccia. Questo, insieme agli altri caratteri diagnostici, erano presenti anche in Microraptor, descritto ben prima di Cryptovolans. Tuttavia, BPM 1 3-13 aveva una coda più lunga, proporzionalmente, rispetto ad altri campioni di Microraptor descritti dal 2002, che possedevano 24-26 vertebre caudali.
Studi successivi (e altri esemplari di Microraptor) hanno dimostrato che le caratteristiche utilizzate per distinguere Cryptovolans non sono uniche, ma sono presenti in vari gradi nei vari esemplari. In una recensione di Phil Senter e colleghi (2004), gli scienziati hanno suggerito che tutte queste caratteristiche rappresentassero variazioni individuali tra vari gruppi di età di una singola specie di Microraptor, indicando che Cryptovolans pauli e Microraptor gui fossero sinonimi junior di Microraptor zhaoianus. Molti altri ricercatori, tra cui Alan Feduccia e Tom Holtz, da allora hanno sostenuto questa sinonimia.
Un nuovo esemplare di Microraptor, BMNHC PH881, mostrava diverse caratteristiche precedentemente sconosciute nell'animale, tra cui la colorazione del piumaggio, nera iridescente. Il nuovo esemplare era, inoltre, caratterizzato da un ventaglio di piume caudale (simile a quello ritrovato in altri esemplari fossili) ma che possedeva due fini piume parallele all'apice. Il nuovo esemplare, inoltre, non possedeva alcuna sorta di cresta di piume sulla nuca, indicando che la cresta derivata del olotipo potrebbe essere un artefatto della distorsione tafonomica.
Numerosi altri esemplari probabilmente appartenenti a Microraptor sono stati scoperti, tutti nei letti Shangheshou della Formazione Jiufotang, a Liaoning, Cina. Infatti, Microraptor è il più abbondante fossile di dinosauro non-aviale ritrovato in questa formazione. Nel 2010 è stato riferito che esistono oltre 300 esemplari non descritti attribuibili a Microraptor o ai suoi parenti più stretti tra le collezioni di diversi musei cinesi, anche se molti erano stati alterati o collezionati da collezionisti di fossili privati.

### Studi e dibattiti

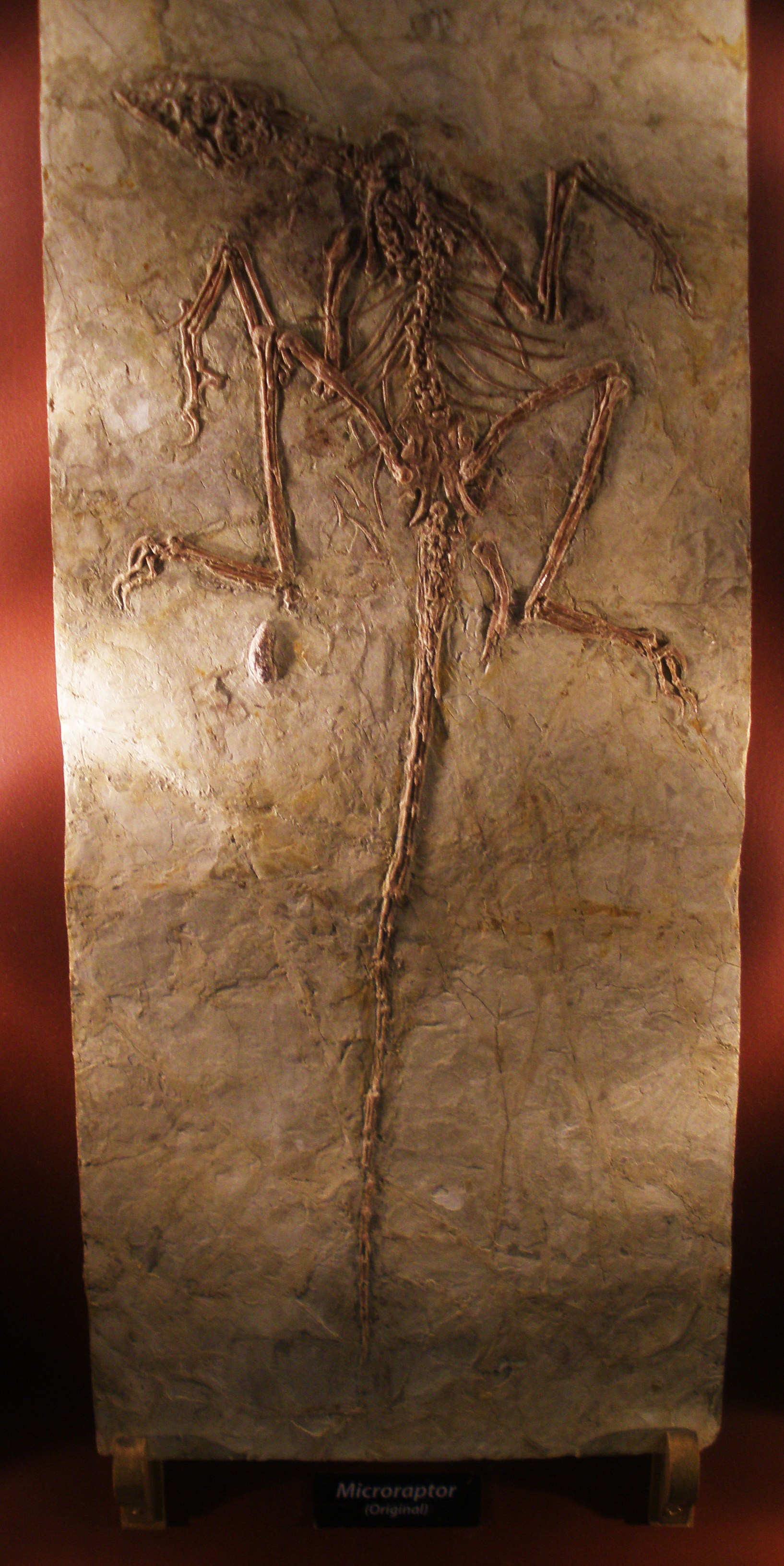
Esemplare fossile

Norell et al. (2002) descrissero BPM 1 3-13 come il primo dinosauro noto per avere piume aerodinamiche sulle gambe e sulle braccia.
Czerkas (2002) descrisse erroneamente il fossile come in possesso di piume solo sulle braccia e non sulle gambe, e così li illustrò sulla copertina del suo libro Feathered Dinosaurs and the Origin of Flight. Nella sua discussione su Cryptovolans in questo libro, Czerkas denuncia fortemente le conclusioni di Norell; " L'errata interpretazione delle penne primarie dell'ala come parte delle zampe posteriori deriva direttamente da ciò che si crede e si vuole vedere ". Czerkas denuncia anche Norell perché non ha concluso che i dromaeosauri sono uccelli, accusandolo di soccombere a " ... le influenze accecanti delle idee preconcette ". La definizione del gruppo corona di Aves, come sottoinsieme di Avialae, definisce esplicitamente il termine "uccello" impiegato da Norell, escluderebbe definitivamente BPM 1 3-13. Tuttavia, egli non considera che il campione appartenga ad Avialae (vedi Avialae).
L'interpretazione di Czerkas delle penne posteriori osservate da Norell si è rivelata scorretto l'anno successivo, quando Xu e colleghi pubblicarono altri esemplari di Microraptor, mostrando un'"ala posteriore" distintiva e completamente separata dall'ala del braccio. Il primo di questi esemplari è stato scoperto nel 2001 e tra il 2001 e il 2003 sono stati acquistati altri quattro esemplari da collezionisti privati del museo di Xu, dell'Istituto di Paleontologia Vertebrata e Paleoantropologia. Xu ha anche considerato questi esemplari, la maggior parte dei quali avevano differenze proporzionali rispetto al campione originale di Microraptor, per essere una nuova specie, che egli chiamò Microraptor gui. Tuttavia, Senter ha anche messo in discussione questa classificazione, osservando che come con Cryptovolans, la maggior parte delle differenze sembrava corrispondere alla dimensione e alle probabili differenze di età. Due ulteriori esemplari, classificati come M. zhaoianus nel 2002 (M. gui non era ancora stato nominato), sono stati descritti anche da Hwang e dai suoi colleghi.
Czerkas credeva anche che l'animale potesse essere in grado di volare meglio di Archaeopteryx, animale di solito indicato come il primo uccello conosciuto. Czerkas citò lo sterno fuso e le piume asimmetriche, e sostenne che Microraptor avesse caratteristiche moderne da uccello che lo rendono più derivato di Archaeopteryx. Czerkas citò anche il fatto che questo animale possibilmente volatile, fosse anche un dromaeosauride, il che suggerisce che i Dromaeosauridae potrebbero essere effettivamente un gruppo di uccelli basali poi evolutisi in animali più grandi e prettamente terrestri, come Deinonychus (Czerkas, 2002). L'attuale consenso è che non ci sono prove sufficienti per concludere se i dromaeosauri discendono da un antenato volante con alcune capacità aerodinamiche. Il lavoro di Xu et al. (2003) suggeriva che i dromaeosauri basali fossero piccoli, arborei e potevano planare di albero in albero. L'opera di Turner et al. (2007) ha suggerito che il dromaeosauro ancestrale non poteva planare o volare, ma sostiene anch'esso che fosse molto piccolo (circa 65 centimetri di lunghezza e 600-700 grammi in massa).

## Paleobiologia

### Ali e volo
Il Microraptor aveva quattro ali, un paio formato dagli arti anteriori e un paio presente sugli arti posteriori, formando una superficie di volo simile a quella dei moderni aerei tandem. L'animale possedeva lunghe penne sulle braccia e sulle mani, lunghe circa 10-20 centimetri, mentre quelle sulle gambe e sui piedi arrivavano fino 11-15 centimetri di lunghezza. Le lunghe piume sulle gambe di Microraptor erano vere e proprie piume da volo, come quelle degli uccelli moderni, con una disposizione asimmetrica su braccia, gambe e coda. Come nelle ali degli uccelli moderni, anche il Microraptor possedeva sia penne primarie (ancorate alla mano) sia penne secondarie (ancorate al braccio). Tale schema era presente in maniera identica anche nelle gambe, anch'esse provviste di penne primarie e secondarie. Sebbene non sia visibile nella maggior parte dei fossili sotto luce naturale, a causa dell'ostruzione dei tessuti molli decaduti, le basi delle piume si estendono vicino o in contatto con le ossa tramite le papille ulnari, come negli uccelli moderni, fornendo forti punti di ancoraggio.
Originariamente si pensava che il Microraptor fosse un planatore e, probabilmente, viveva principalmente sugli alberi, poiché le lunghe piume presenti nelle gambe avrebbero ostacolato la locomozione rendendolo lento e incapace di correre a terra. Alcuni paleontologi suggerirono che i dinosauri piumati utilizzassero le loro ali per paracadutarsi dagli alberi, forse per attaccare o agguantare una preda al terreno, come precursore della planata e del volo vero e proprio. Nel loro studio del 2007, Chatterjee e Templin hanno testato questa ipotesi, ma hanno scoperto che la superficie alare del Microraptor era troppo stretta per poterlo paracadute a terra senza lesioni da qualsiasi altezza significativa. Tuttavia, gli autori hanno lasciato aperta la possibilità che il Microraptor potesse paracadutarsi per brevi distanze, come tra i rami di alberi strettamente distanziati. Gli esperimenti nel tunnel del vento hanno dimostrato che sostenere un coefficiente elevato di sollevamento a scapito di un'elevata resistenza era probabilmente la strategia più efficace per Microraptor quando planava tra le basse altezze. Il Microraptor non necessitava di una "moderna" morfologia dell'ala per essere un effettivo planatore. Tuttavia, l'idea che il Microraptor fosse un planatore arboricolo che si affidava agli alberi per trovare la giusta altitudine da cui planare, è in contrasto con anatomia e le proporzioni degli arti che sono più in linea con quelli degli uccelli terrestri moderni piuttosto che con gli uccelli scalatori, inoltre il suo scheletro non mostra alcun adattamento ad uno stile di vita arboricolo.

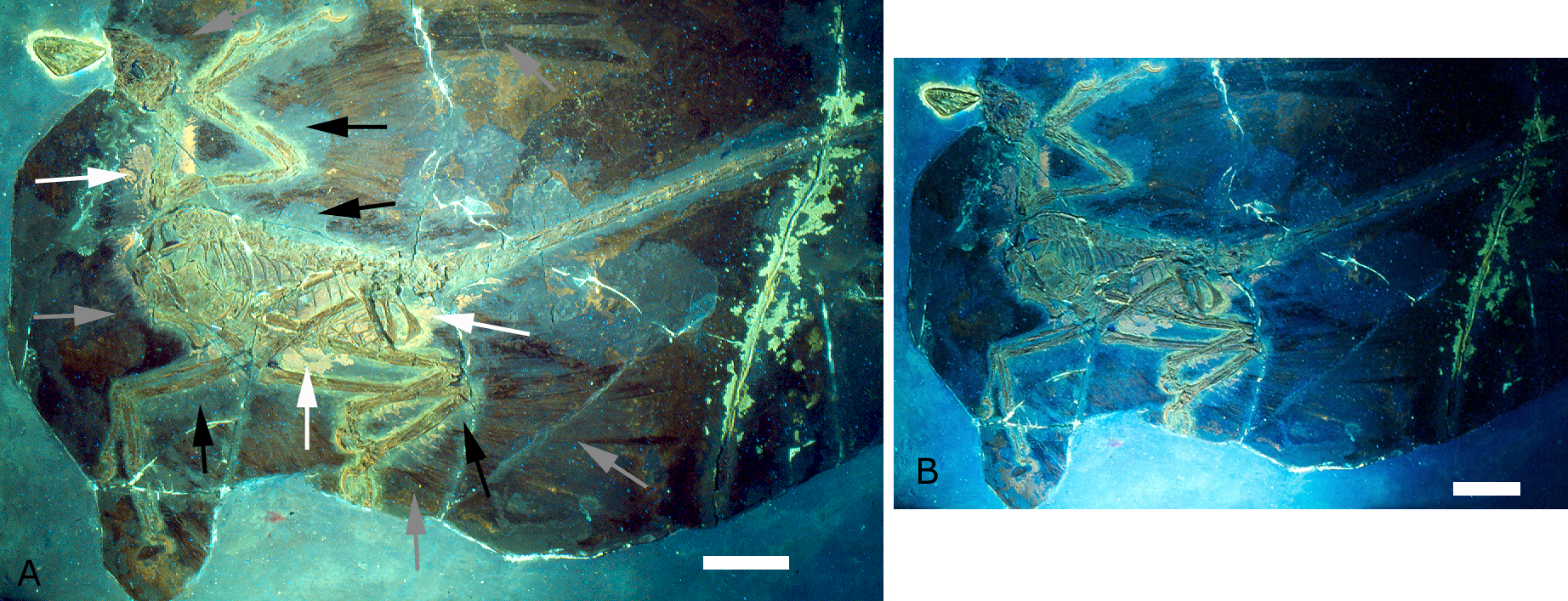
Olotipo di M. gui sottoposto a raggi ultravioletti, le frecce grigie indicano le penne conservate e i tessuti molli

Descrivendo esemplari originariamente descritti come una specie a sé stante (Cryptovolans pauli), il paleontologo Stephen Czerkas sosteneva che il Microraptor poteva essere un volatore a tutti gli effetti, e forse anche un volatore migliore di Archaeopteryx. Czerkas ha osservato che lo sterno fuso, le penne asimmetriche, e alcune caratteristiche della cintura pettorale del Microraptor potrebbero essere stato più di un semplice planatore, ma capace invece di un volo battuto vero e proprio. Oggi, la maggior parte degli scienziati concorda sul fatto che il Microraptor avesse le caratteristiche anatomiche previste da un animale volante, anche se sarebbe stato una forma di volo meno avanzata rispetto a quella degli uccelli. Ad esempio, alcuni studi suggeriscono che l'articolazione della spalla era troppo primitiva per consentire un completo volo battuto. Nell'anatomia ancestrale dei dinosauri teropodi, l'articolazione della spalla si affacciava verso il basso e leggermente all'indietro, rendendo impossibile che gli animali sollevino le braccia verticalmente, un carattere essenziale per il volo battuto degli uccelli. Gli studi sull'anatomia dei maniraptora hanno suggerito che l'articolazione della spalla non si sia spostata nella posizione di quella degli uccelli, in un orientamento verso l'alto vicino alla colonna vertebrale, caratteristica che apparirà in seguito negli avialani come gli enantiorniti. Tuttavia, altri scienziati sostengono che la cintura scapolare in alcuni teropodi paraviani, incluso il Microraptor, si sono curvati in modo tale che la giunzione delle spalle potrebbe essere stata posizionata solo in alto sul retro, consentendo una salita quasi verticale dell'ala. Questa anatomia della spalla eventualmente avanzata, combinata con la presenza di un propatagio, che collega il polso alla spalla, e un'alula, che funge da "stabilizzatore", potrebbero effettivamente indicare che il Microraptor fosse un vero e proprio volatore.
Altri studi hanno dimostrato che le ali del Microraptor erano abbastanza grandi da generare la forza ascensionale necessaria per il decollo, anche senza una corsa in volo completamente verticale. Uno studio del 2016, sulla capacità di volo nei paraviani primitivi ha dimostrato che il Microraptor era in grado di eseguire un'inclinazione assistita dell'ala, oltre ad essere capace di un decollo sbattendo le ali anche da terra.
Stephen Czerkas, Gregory S. Paul e altri paleontologi sostengono che il fatto che il Microraptor possa volare e che sia un dromaeosauride suggerisce che i Dromaeosauridi, tra cui specie successive e più grandi come Deinonychus, persero progressivamente le capacità avicole. Il lavoro di Xu e dei suoi colleghi suggerisce inoltre che gli antenati dei dromaeosauridi erano probabilmente molto piccoli, arboricoli e capaci di planare, anche se successive scoperte sui dromaeosauridi più primitive dotati di braccia corte e inadeguate per la planata hanno messo in dubbio questa ipotesi. Il condotto sulle capacità avicole altri paraviani, tuttavia, ha dimostrato che la maggior parte di loro probabilmente non aveva le proporzioni adatte per un volo battuto o per planare. Questi studi hanno concluso che il Microraptor ha evoluto questi adattamenti avicoli (fusione dello sterno, alula, ecc.) indipendentemente dagli antenati degli uccelli.

### Postura delle gambe

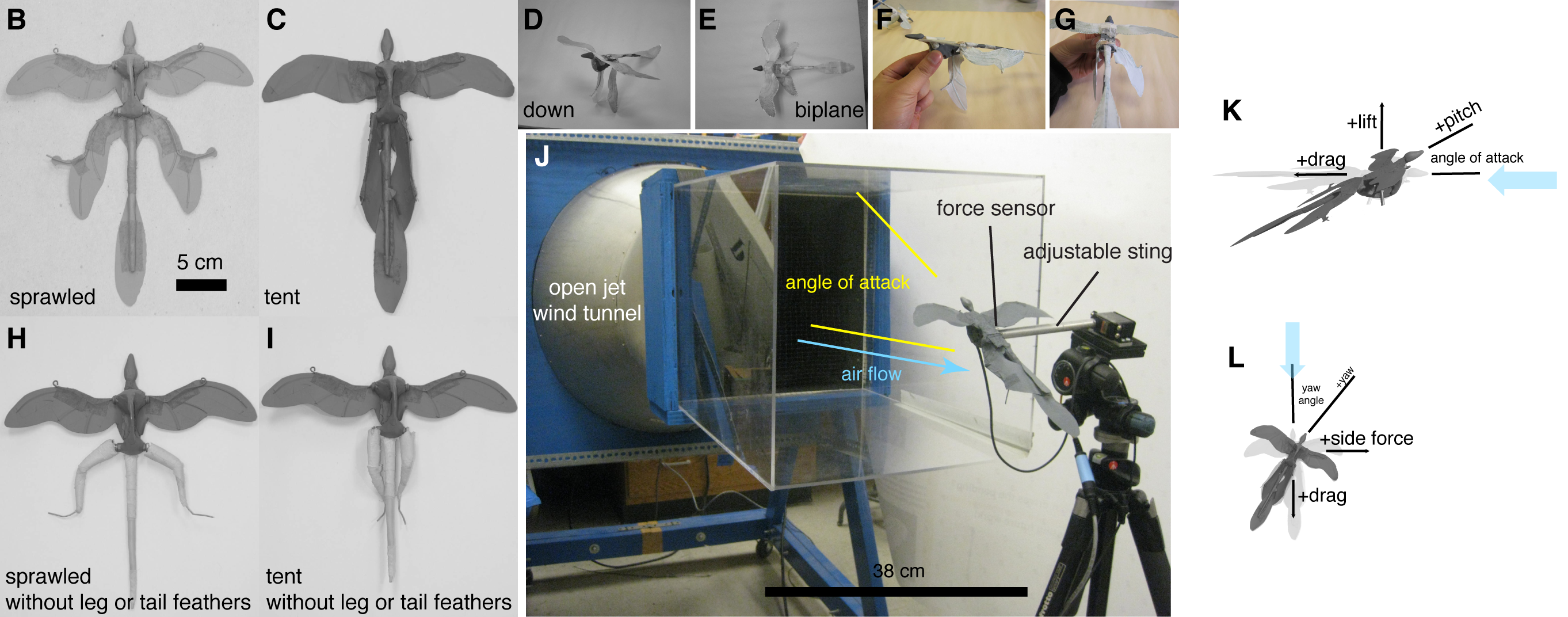
Esperimenti nel tunnel del vento, con differenti configurazioni degli arti

Nel 2005 Sankar Chatterjee suggerì che affinché Microraptor potesse planare o volare, le braccia e le gambe dell'animale dovevano trovarsi su due differenti livelli (come nei biplano) e non sovrapporsi (come nelle libellule). Utilizzando il modello biplano, Chatterjee è riuscito a calcolare i possibili metodi di volo libero e ha stabilito che il Microraptor doveva utilizzare uno stile di volo libero phugoid: lanciandosi da un'altezza moderata, l'animale si sarebbe girato verso il basso in una profonda curva a U, per poi risollevarsi di nuovo verso l'alto su un altro albero. Le piume non direttamente impiegate nella struttura ad ala biplano, come quelle della tibia e della coda, avrebbero potuto essere utilizzati per controllare il trascinamento e alterare il percorso di volo, la traiettoria, ecc. L'orientamento degli avambracci avrebbe anche aiutato l'animale a controllare il volo. Chatterjee ha anche utilizzato algoritmi informatici che testano la capacità di volo degli animali per verificare se il Microraptor fosse in grado di esercitare un volo vero e proprio, in contrapposizione o in aggiunta alla planata passiva. I dati risultanti mostrarono che il Microraptor avesse i requisiti necessari per sostenere un volo battente, quindi è teoricamente possibile che l'animale abbia volato in opposizione alla planata.
Alcuni paleontologi dubitano dell'ipotesi del volo a biplano e hanno proposto altre configurazioni. Uno studio di Alexander et al. (2010) ha descritto la costruzione di un modello fisico tridimensionale leggero utilizzato per eseguire test di volo libero. Utilizzando diverse configurazioni per gli arti posteriori per il modello, dimostrò che il modello biplano, pur non essendo irragionevole, era strutturalmente carente e necessitava di una distribuzione di peso pesante per una planata stabile, che ritenevano improbabile. Lo studio ha indicato che il peso degli arti posteriori avrebbe risolto il problema della stabilizzazione laterale, rappresentando la configurazione più biologica e aerodinamica per Microraptor. Un'ulteriore analisi di Brougham e Brusatte, tuttavia, ha concluso che la ricostruzione del modello di Alexander non era coerente con tutti i dati disponibili su Microraptor e sosteneva che lo studio era insufficiente per determinare un probabile modello di volo per Microraptor. Brougham e Brusatte hanno criticato l'anatomia del modello utilizzato da Alexander e dalla sua squadra, osservando che l'anatomia dell'anca non era coerente con quella degli altri dromaeosauri. Nella maggior parte dei dromaeosauridi, le caratteristiche dell'osso dell'anca impediscono alle gambe di spingere orizzontalmente, rimanendo bloccate in posizione verticale sotto il corpo. La squadra di Alexander ha inoltre utilizzato un esemplare di Microraptor schiacciato e piatto per rendere il loro modello, che secondo Brougham e Brusatte non rifletteva la reale anatomia dell'animale. Più tardi nel 2010, la squadra di Alexander ha risposto a queste critiche, notando che il relativo dromaeosauro Hesperonychus, noto da ossa complete dell'anca conservate in tre dimensioni, presenta articolazioni anteriori orientati parzialmente verso l'alto, forse consentendo alle gambe di spingere più che in altri dromaeosauri.

### Movimenti a terra
A causa delle lunghe penne presenti sugli arti posteriori dell'animale, molti scienziati hanno suggerito che il Microraptor non sarebbe stato a suo agio sul terreno, in quanto le sue lunghe piume sarebbero state di intralcio durante il movimento. Anche le lunghe piume delle ali rappresentavano un problema quando a terra, a causa della limitata gamma di movimento del polso e dell'estrema lunghezza delle piume dell'ala. Uno studio del 2010, di Corwin Sullivan e dei suoi colleghi ha dimostrato che, anche se il Microraptor avesse ripiegato le sue ali aderenti al corpo, le piume sarebbero comunque state trascinate per terra. Solo mantenendo le ali alzate, o mantenendo le braccia stese all'indietro, il Microraptor poteva camminare senza danneggiare le sue piume. Pertanto, per Microraptor potrebbe essere stato anatomicamente impossibile utilizzare gli arti anteriori per afferrare e catturare prede e/o manipolare oggetti.

### Implicazioni

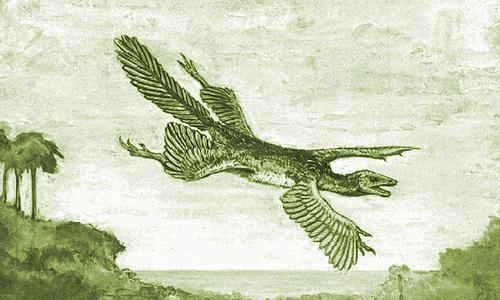
Il fantomatico "Tetrapteryx" di William Beebe (1915), dotato di quattro ali

La disposizione unica delle ali di Microraptor ha sollevato diverse questioni sull'evoluzione del volo degli uccelli moderni, e se anch'essi abbiano attraversato uno stadio evolutivo a quattro ali, o se gli alianti a quattro ali come Microraptor fossero un ramo separato che non ha lasciato discendenti. Già nel 1915 (ancora prima della scoperta del primo dinosauro piumato), il naturalista William Beebe sosteneva che l'evoluzione del volo degli uccelli potrebbe aver attraversato una fase a quattro ali (o tetrapteryx). Chatterjee e Templin non hanno preso una forte considerazione l'idea di Beebe, osservando che entrambe le interpretazioni convenzionali e uno stadio tetrapteryx sono ugualmente possibili. Tuttavia, in base alla presenza di piume insolitamente lunghe sulle gambe di vari dinosauri piumati, come Archaeopteryx, e alcuni uccelli moderni come i rapaci, oltre alla scoperta di ulteriori dinosauri con piume primarie lunghe i piedi (come Pedopenna, Anchiornis e Serikornis), gli autori sostennero che l'attuale corpo di prove, sia dalla morfologia che dalla filogenesi, suggerisce che il volo degli uccelli sia passato per un certo periodo in una dominanza dell'arto condiviso alla dominanza dell'arto anteriore e che tutti gli uccelli moderni possono essersi evoluti da antenati a quattro ali, o almeno antenati con piume sulle gambe insolitamente lunghe rispetto alla configurazione moderna.

### Dieta

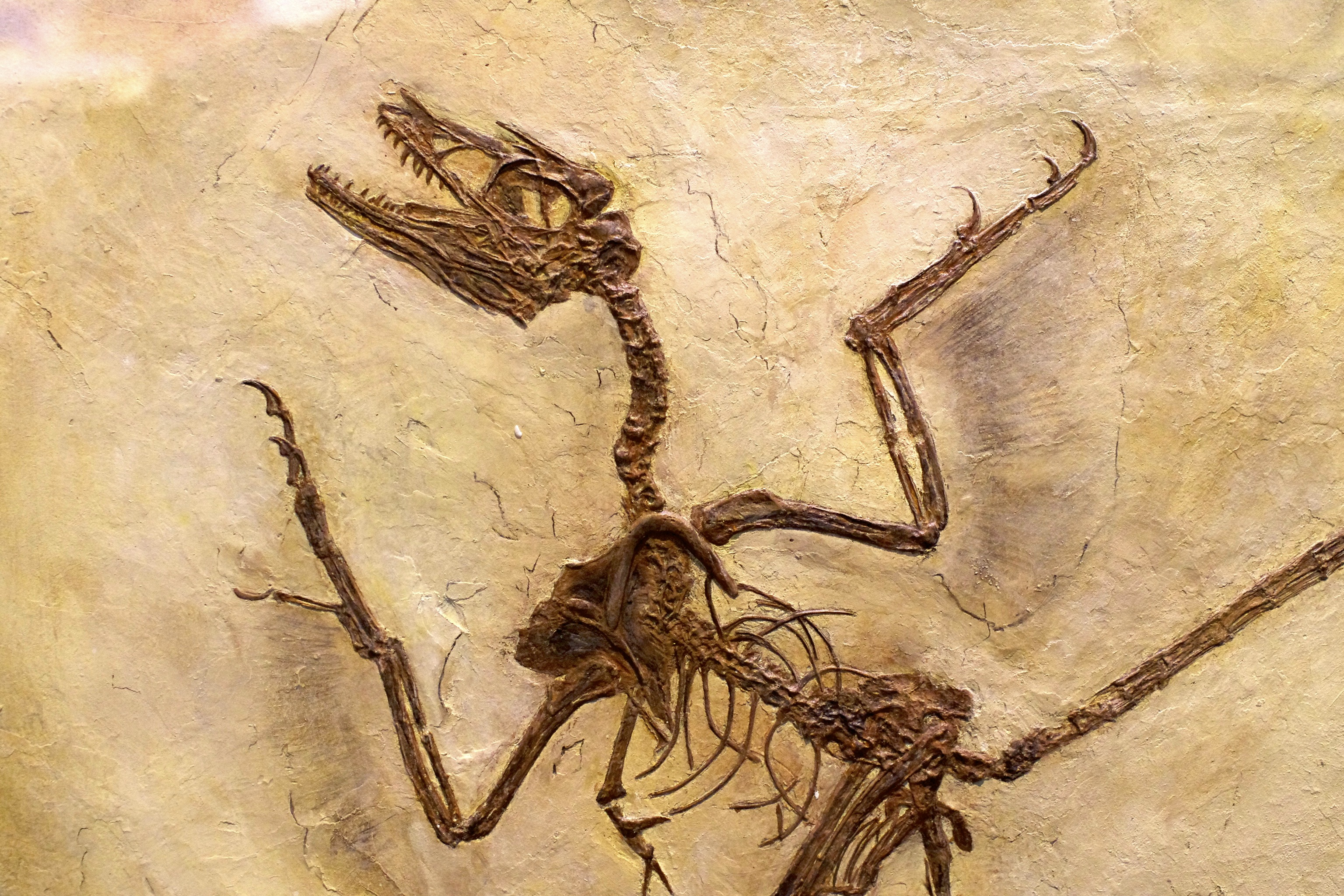
Dettaglio di un esemplare fossile

Nel 2010 alcuni ricercatori hanno annunciato che un'ulteriore preparazione dell'esemplare tipo di M. zhaoianus aveva rivelato i contenuti conservati in quello che doveva essere l'intestino dell'animale. Queste consistevano in ossa di mammiferi, inclusi possibili crani, arti e frammenti vertebrali e anche un intero piede. Le ossa del piede sono simili a quelle di Eomaia e Sinodelphys. Le ossa indicano un animale con un cranio stimato a 80 millimetri, e una massa di 20-25 grammi. Gli unguali dei piede sono meno curvi che in Eomaia o Sinodelphys, indicando che questo piccolo mammifero non era un eccellente scalatore, rispetto agli altri due generi. Oltre ai mammiferi, il Microraptor si nutriva anche di lucertole, come lo Xianglong.
Nel numero del 6 dicembre 2011 di Proceedings of the National Academy of Sciences, Jingmai O'Connor e coautori hanno descritto un campione di Microraptor che conteneva le ossa di un altro uccello nel suo addome, in particolare un'ala e un piede parziali. La loro posizione indica che il Microraptor ha inghiottito l'uccello intero.
Nel 2013 i ricercatori hanno annunciato di aver trovato delle scaglie di pesce nella cavità addominale di un campione di Microraptor. Questa nuova scoperta rivedrebbe la precedente teoria che vedeva il Microraptor solo come un predatore arboreo. Secondo gli autori questo campione dimostrerebbe un probabile adattamento ad una dieta a base di pesce: la buona conservazione della mandibola mostra che i primi tre denti erano inclinati anterodorsalmente, una caratteristica spesso associata ad una dieta piscivora. Il Microraptor era probabilmente un predatore opportunista che trovava da mangiare sia in un habitat arboreo sia acquatico.
Sulla base delle dimensioni dell'anello sclerotico dell'occhio, è stato suggerito il Microraptor fosse un cacciatore notturno. Tuttavia, la scoperta del piumaggio iridescente in Microraptor ha messo in dubbio questa conclusione, poiché nessun uccello moderno notturno ha piumaggio iridescente.